# ワシントンD.C.
コロンビア特別区（コロンビアとくべつく、英: District of Columbia）は、アメリカ合衆国の首都。アメリカ合衆国東部に位置する連邦直轄地である。東海岸、メリーランド州とヴァージニア州に挟まれたポトマック川河畔に位置する。通称は、ワシントンD.C.（ワシントン・ディー・シー、英: Washington, D.C.）。
アメリカ合衆国連邦政府の所在地として国際的に強大な政治的影響力を保持する世界都市であり、また金融センターとしても高い重要性を持つ。その構造は、首都としての機能を果たすべく設計された計画都市である。
| 家庭で話される言語（ワシントンD.C.）2010 | 家庭で話される言語（ワシントンD.C.）2010 | 家庭で話される言語（ワシントンD.C.）2010 | 家庭で話される言語（ワシントンD.C.）2010 | 家庭で話される言語（ワシントンD.C.）2010 |
| ---------------------------------------- | ---------------------------------------- | ---------------------------------------- | ---------------------------------------- | ---------------------------------------- |
|                                          |                                          |                                          |                                          |                                          |
| 英語                                     | 英語                                     |                                          | 85.47%                                   | 85.47%                                   |
| スペイン語                               | スペイン語                               |                                          | 7.42%                                    | 7.42%                                    |
| フランス語                               | フランス語                               |                                          | 1.38%                                    | 1.38%                                    |

| 人種構成（ワシントンD.C.）2010 | 人種構成（ワシントンD.C.）2010 | 人種構成（ワシントンD.C.）2010 | 人種構成（ワシントンD.C.）2010 | 人種構成（ワシントンD.C.）2010 |
| ------------------------------ | ------------------------------ | ------------------------------ | ------------------------------ | ------------------------------ |
|                                |                                |                                |                                |                                |
| 黒人                           | 黒人                           |                                | 50.1%                          | 50.1%                          |
| 白人                           | 白人                           |                                | 35.5%                          | 35.5%                          |
| ヒスパニック                   | ヒスパニック                   |                                | 9.9%                           | 9.9%                           |
| アジア系                       | アジア系                       |                                | 3.8%                           | 3.8%                           |
| インディアン                   | インディアン                   |                                | 0.6%                           | 0.6%                           |
| 混血                           | 混血                           |                                | 2.5%                           | 2.5%                           |

## 概説

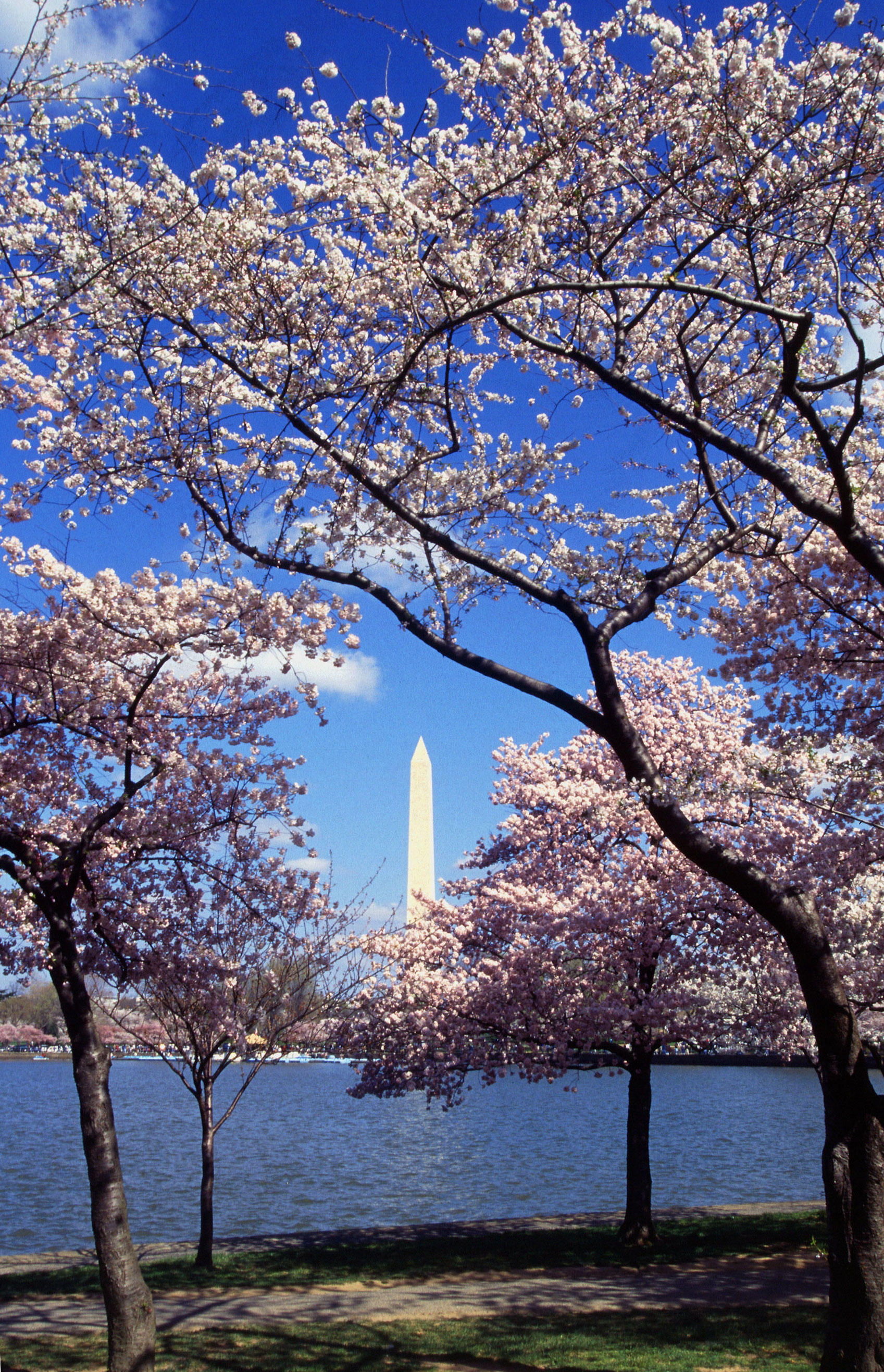
タイダルベイスン畔の日本桜

ポトマック川の北岸に位置し、南西をバージニア州に、その他の方角をメリーランド州に接している。人口は678,972人（2023年推計）で全米24位だが、労働時間帯には近郊からの通勤者により人口100万を超える。ワシントンD.C.を中心に、メリーランド州、バージニア州北部、ウェストバージニア州の最東部2郡を併せた地域を一般に「首都圏」または「メトロポリタン」と呼んでいるが、その人口は5,582,170人（2010年国勢調査）で、全米7位である。また、北東に約65キロメートルの地には人口620,961人（2010年国勢調査）を抱えるメリーランド州の最大都市ボルチモアが位置している。このボルチモアといわゆる首都圏を併せたワシントン・ボルチモア・北バージニア広域都市圏の人口は8,572,971人（2010年国勢調査）を数え、全米4位の規模である。
アメリカ合衆国憲法第1条により、各州とは別に、恒久的な首都としての役割を果たすため、連邦の管轄する区域が与えられている。アメリカ合衆国三権機関（大統領官邸（「ホワイトハウス」）、連邦議会（議会議事堂）、連邦最高裁判所）が所在し連邦機関が集まる他、多くの国の記念建造物や博物館（スミソニアン博物館など）も置かれている。
中心部には高さ169メートル（約555フィート）のワシントン記念塔がある。
同市のナショナル・モールにおける博物館群は質・量ともに世界でもトップクラスであり、観光資源にもなっている。ポトマック川の入り江であるタイダルベイスンの畔にある桜の木々は、アメリカ合衆国内で有数の桜の花見の名所となっており、毎年全米桜祭りが開催される。
172か国の大使館に加え、世界銀行、国際通貨基金（IMF）、米州機構（OAS）、米州開発銀行、汎アメリカ保健機関（PAHO）の本部も置かれている。労働組合、ロビイスト、職業組合など各種団体の本部もある。
連邦議会がワシントンD.C.における権限を有している。連邦議会に関してワシントンD.C.は、下院に本会議での投票権を持たない市代表（代議員）を選出しているものの、上院議員の議席は与えられていない。ワシントンD.C.を州であると見なして他の州と比較すれば、面積ではロードアイランド州に後れて最下位、人口では最下位から2番目（最下位はワイオミング州）であるが、人口密度では1位、州民総生産では35位、また黒人の比率では1位であり、国全体のマジョリティ（非ヒスパニック系白人）とマイノリティとは反転している。
2011年現在、ワシントンD.C.においては死刑制度が廃止されている。アメリカのシンクタンクが2017年に発表した総合的な世界都市ランキングにおいて、世界17位の都市と評価されており、アメリカの都市ではニューヨーク、ロサンゼルス、シカゴ、サンフランシスコに次ぐ5位である。

## 名称
法律上の正式名称は「コロンビア特別区」（コロンビアとくべつく、District of Columbia）。州に属していないアメリカ合衆国・連邦政府直轄地。
コロンビア特別領（territory of Columbia）として1790年に創設され、1801年のコロンビア特別区自治法（旧）により地方自治権を持つコロンビア特別区となった。特別区内には自治権を持つ市や郡があり、その一つが首都たるワシントン市だった。しかし1871年のコロンビア特別区自治法（新）により特別区内の全ての自治体は特別区に統合された。
この歴史的な経緯から、かつての呼び名である「Washington, District of Columbia」 がしばしば使われる。ただしこれは「コロンビア特別区のワシントン市」という意味の語句であり、かつての正式名称というわけではない。またそれゆえ、これを和訳する場合は（語順どおりにワシントン・コロンビア特別区ともするが）直訳はコロンビア特別区ワシントンとなる。
略してワシントンD.C.と呼び、米国ではWashington、The District、または単にD.C.とも通称する。日本語では首都ワシントンまたはワシントンと呼ぶことも多い。
"D.C." は "District of Columbia（コロンビア特別区）"の頭文字で、南アメリカのコロンビア共和国と同様にクリストファー・コロンブスに因む名である。日本語ではワシントンD.C.を単に「ワシントン」と呼び、（ワシントンD.C.と識別するため）ワシントン州を「ワシントン州」と呼ぶことが多い。

## 歴史

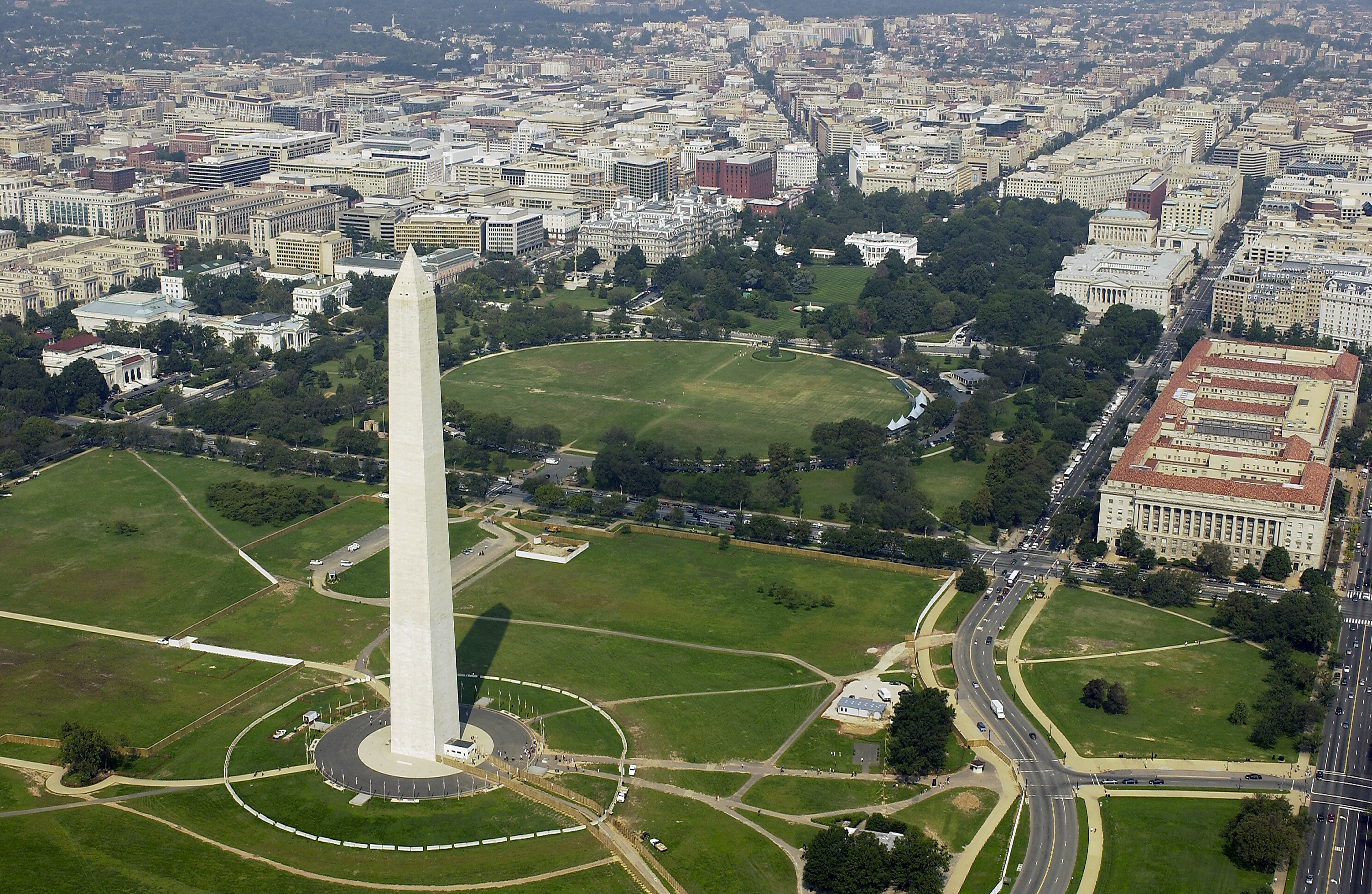
ワシントン記念塔（手前）とホワイトハウス（奥）

アメリカ合衆国憲法第1条第8節第17項によって、連邦議会にアメリカ合衆国の首都を設立する権限が与えられた。同条によれば、「ある州が譲渡し、連邦議会が受諾することにより、合衆国政府の所在地としての地区（ただし10マイル四方を超えてはならない）」が認められた。ジェームズ・マディソンは、1788年1月23日の『ザ・フェデラリスト』第43篇で、合衆国の首都は、その持続と安全のため、各州からは別個のものとすべきだとして、連邦の管轄する区域の必要性を説明した。1783年には、フィラデルフィアに置かれていた連邦議会に対し、兵士らの暴動により攻撃が加えられたことも、合衆国政府が安全に配慮する必要性があることを強調することとなった。
憲法は新たな首都の場所を特定していなかったが、マディソン、トーマス・ジェファーソン及びアレクサンダー・ハミルトンの3人は、1790年、首都を南部に置くことを条件に、合衆国が州の発行した戦時負債を肩代わりするとの合意に達した（後に1790年協定として知られる）。

ピエール・シャルル・ランファンによるワシントン市の計画図

1790年7月16日、首都立地法により、新しい恒久的な首都がポトマック川河畔に置かれることになり、詳細はジョージ・ワシントン大統領により選定されることとなった。当初の形は、合衆国憲法により認められていた通り、一辺が10マイル（16km）のダイヤモンド型で、100平方マイル（260km2）であった。新首都建設のためメリーランド州とバージニア州が領土の一部を割譲し、新しい「連邦の市」はそのうちポトマック川の北岸に建設されることとなった。もっとも、同じ100平方マイルの地区内にはすでに2つの独立した自治体（1749年に設立されたアレクサンドリア市と、1751年に設立されたジョージタウン市）があった。1791年9月9日、この連邦の市はジョージ・ワシントンに敬意を表してワシントン市と命名され、この100平方マイルの地区全体はコロンビア区（Territory of Columbia）と名付けられた（コロンビアは、当時合衆国を指す詩的な名称として使われていた言葉である）。連邦議会は、1800年11月17日、ワシントンで最初の議会を開催した。
1801年のコロンビア特別区基本法（The Organic Act）により、正式にコロンビア特別区が編制され、アレクサンドリア市、ジョージタウン市、ワシントン市を含む連邦の管轄地域全体が、連邦議会の排他的支配下に置かれた。さらに、特別区内で自治体に組み込まれていない領域は、二つの郡（county）に組織された。すなわち、ポトマック川北岸のワシントン郡と南岸のアレクサンドリア郡である。同法制定後は、特別区内の市民はメリーランド州やバージニア州の住民ではなくなり、議会の代表権もなくなることとなった。

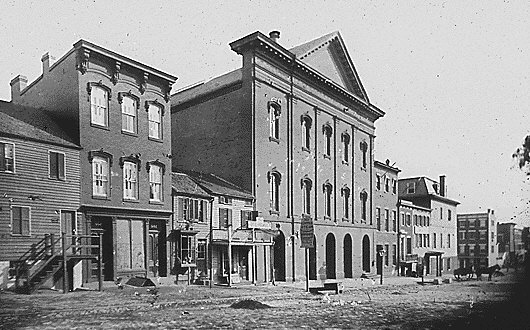
19世紀のフォード劇場。1865年リンカーン大統領暗殺の場となった。

米英戦争の中、1814年8月24日から25日にかけて、イギリス軍がアメリカ軍によるヨーク（現在のトロント）焼き討ちの報復として首都を焼き討ちした（ワシントン焼き討ち）。議会議事堂、財務省、ホワイトハウスはこの攻撃の中で焼かれ、破壊された。ほとんどの政府の建物は速やかに修復されたが、議事堂は大規模な建設工事が行われ、1868年になって初めて完成を見た。
1830年代、特別区の南にあるアレクサンドリア郡は、より内陸に位置しチェサピーク・オハイオ運河に面したジョージタウン港との厳しい競争などにより経済的に落ち込んでいた。当時、アレクサンドリアは奴隷貿易の主要な市場であったが、奴隷廃止論者が首都における奴隷制を終わらせようとしているとの噂が流れた。富をもたらす奴隷貿易ができなくなることを避ける目的もあって、1846年、アレクサンドリアのバージニア州への返還の可否について住民投票が行われ、可決された。同年7月9日、連邦議会は、特別区のうちポトマック川より南の領域（約100km2）をバージニア州に返還することに同意した。この土地は現在はアーリントン郡に属し、アレクサンドリア市の一部をなす。この結果、ワシントンD.C.は頂点を北に向けた正方形のうち、南西部の川に区切られた区画を除いた形をなすことになった。なお、その4年後、1850年協定により、特別区内における奴隷貿易（奴隷制そのものではない）が禁止された。
ワシントンは、1861年の南北戦争勃発までは小さな町であった。南北戦争によって合衆国政府は大きく膨張し、それにより町の人口も著しく増大した。解放奴隷の大量の流入もこれに寄与した。1870年までに、特別区の人口は、13万2000人近くにまで増えた。しかし町の成長にもかかわらず、ワシントンの道路は未舗装であり、基本的な衛生設備もないなど、条件が非常に悪かったため、首都を別の場所に移転することを提案する連邦議会の議員もいた。

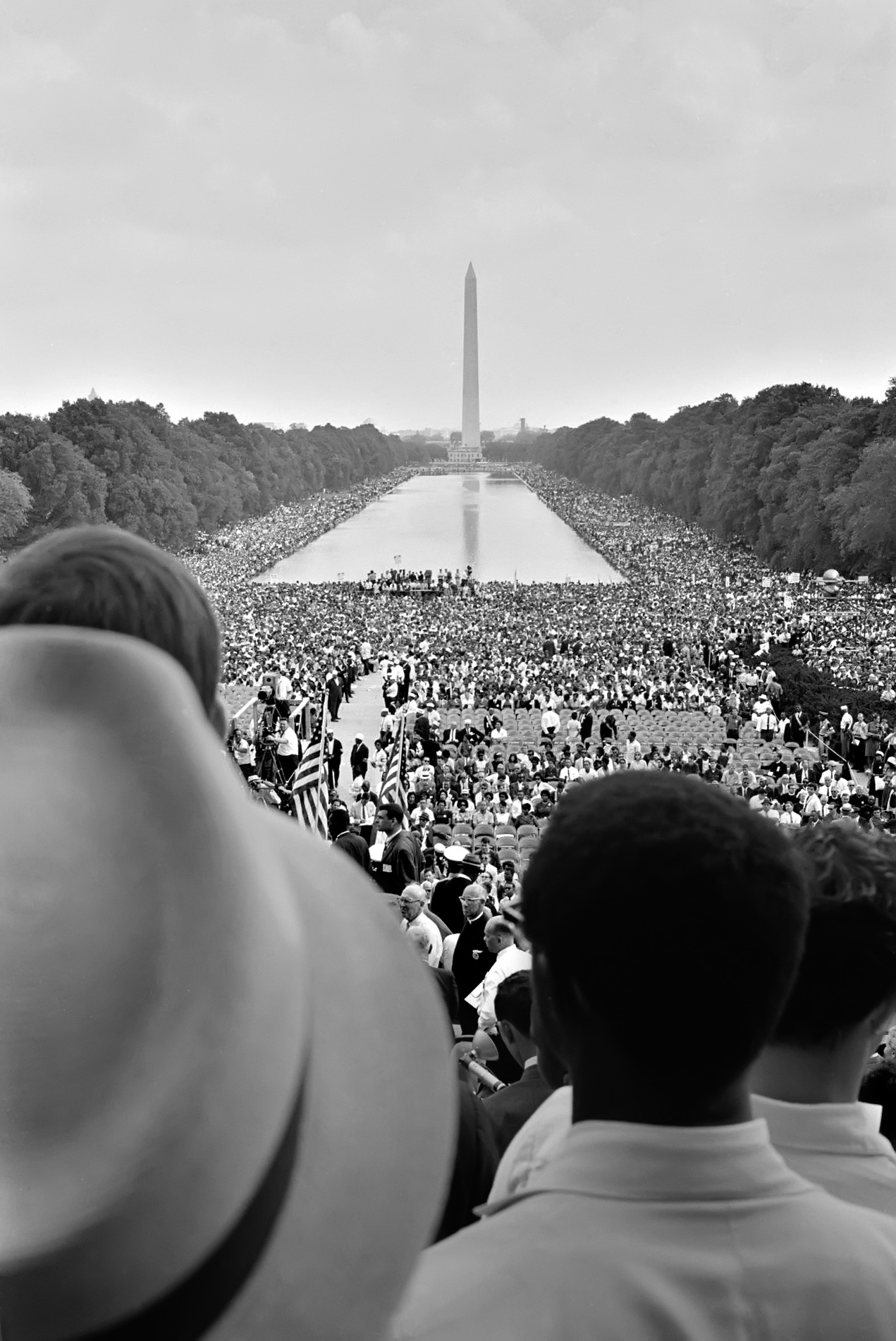
1963年のワシントン大行進でリンカーン記念館リフレクティング・プールを囲む群衆

1871年のコロンビア特別区基本法（District of Columbia Organic Act of 1871）により、連邦議会は特別区全体の新しい政府を創設し、ワシントン市、ジョージタウン市及びワシントン郡を一つの自治体に統合した。これをもって現在のワシントンD.C.が形作られ、この町が「ワシントン」と「コロンビア特別区」の両方の名前で知られているのはこのためである。同じ法律の中で、連邦議会は公共事業委員会を設立し、町の近代化に当たらせた。1873年、ユリシーズ・グラント大統領は、同委員会の最も有力なメンバーであるアレクサンダー・シェパードを新たに設置された知事職に任命した。その年、シェパードは2000万ドルを公共事業に費やし（2007年は3億5700万ドル）、ワシントンの近代化を行ったが、同時に財政を破綻させることにもなった。1874年、連邦議会はシェパードの知事職を廃止して直接統治を選んだ。更なる町の改修作業は、1901年に行われたマクミラン・プラン（McMillan Plan）を待たなければならなかった。
特別区の人口は、しばらくの間比較的安定していたが、1930年代の世界恐慌ではフランクリン・ルーズベルト大統領のニューディール政策立法により、ワシントンの官僚が増加した。第二次世界大戦で政府の活動は更に増大し、首都における政府職員の数も増加した。1950年までに、特別区の人口は80万2178人というピークに達した。
1961年、アメリカ合衆国憲法修正第23条により、ワシントンD.C.市民に初めて大統領選挙の選挙権が与えられた。コロンビア特別区全体に対して、人口の最も少ない州に与えられる、選挙人3人の定数が確保された。
公民権運動の指導者キング牧師が1968年4月4日に暗殺された後、特別区（主に北西地区のUストリート、14番ストリート、7番ストリート）で暴動が発生した。暴動は3日間続き、1万3000人以上の連邦軍とコロンビア特別区州兵がようやく鎮圧に成功した。多くの店やその他の建物が焼かれ、多くが1990年代後半に再建されるまで荒廃したままであった。
1973年、連邦議会はコロンビア特別区地方自治法（Home Rule Act）を制定し、特別区に公選制の市長と議会を導入することとした。1974年、市長の公選が行われ、1975年、行政委員会委員長であった民主党のウォルター・ワシントン（Walter Washington）が特別区初めての公選の市長、かつ特別区初めての黒人の市長となった。
1979年、マリオン・バリー（Marion Barry）が市長に選ばれ、4年間の任期を3期連続で務めた。しかし麻薬の使用が噂され、3期目の任期半ばの1991年にはFBIのおとり捜査によりクラック・コカイン所持使用で現行犯逮捕され、公判で禁錮6か月の実刑判決を受けた。この不祥事でバリーは次の選挙には出馬しなかった。
1991年、次に市長となったシャロン・プラット・ケリー（Sharon Pratt Kelly）は、アメリカの大都市で初めて市長になった黒人女性である。1994年、ケリーの任期が満了すると、バリーが市長に返り咲いた。1998年、エール大学卒の弁護士、アンソニー・ウィリアムス （Anthony Williams）が市長に選ばれて2期務め、2007年1月から2011年1月までアドリアン・フェンティ（Adrian Fenty）が、2011年1月から2015年1月までビンセント・グレー（Vincent C. Gray）が市長を務めている。2015年1月、ミューリエル・バウザー（Muriel Bowser）が第8代のワシントンD.C.政府の市長に就任し現在に至っている。
1995年までに、市は債務超過のため支払不能になりかけていた。これを受けて、連邦議会はコロンビア特別区財政管理委員会を設立し、市のすべての支出を監督させることとした。特別区は、2001年9月に財政管理権限を回復し、同委員会の活動は中止された。
2001年9月11日、テロリストがアメリカン航空77便をハイジャックし、ワシントンD.C.郊外のバージニア州アーリントンにある国防総省（ペンタゴン）に航空機を突入させた。ユナイテッド航空93便もホワイトハウスまたは連邦議会議事堂のいずれかを標的としていたが、同機はペンシルベニア州シャンクスヴィル近くで墜落した。ペンタゴンへの攻撃が行われた場所には、2008年9月11日、ペンタゴン記念館がオープンした。

## 地理

### 市域

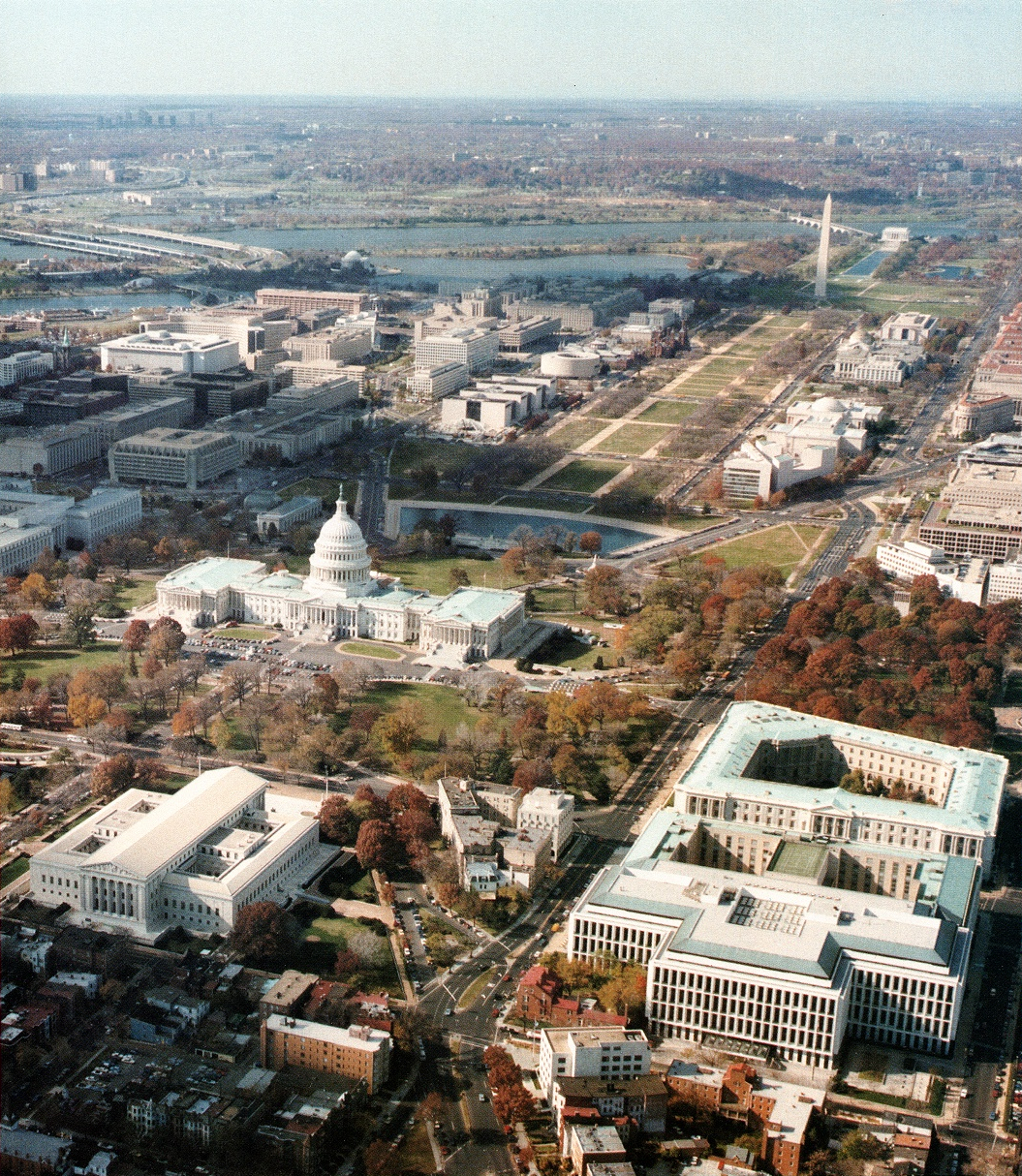
ワシントンD.C.の航空写真。市街東部から西南西方向を望む。写真中央が連邦議会議事堂、左下が連邦最高裁判所。右上の細長い白い塔はワシントン記念塔。ホワイトハウスはその右手に位置するが写っていない。議事堂から右斜め上方へ延びる舗装道路（ペンシルベニア大通り）の先にある。また、議事堂から記念塔を経てポトマック川に至る細長い緑地はナショナル・モールと呼ばれる。ペンタゴンは写真左上の川向こうに写っている。

ワシントンD.C.は、全部で68.3平方マイル（177km2）の市域を有し、そのうち61.4平方マイル（159km2）が陸地、6.9平方マイル（18km2、10.16%）が水面である。特別区は、当初100平方マイル（260km2）の面積を有していたが、1846年に南の一部をバージニア州に返還したため、この面積となっている。現在の市域は、メリーランド州から割譲された領域のみから成っている。そのため、ワシントンD.C.は南東・北東・北西をメリーランド州に、南西をバージニア州に囲まれている。特別区内には、三つの大きな天然の河川がある。ポトマック川、アナコスティア川、ロック・クリークである。アナコスティア川とロック・クリークはポトマック川の支流である。北西部のポトマック川河畔にはダンバートン・オークスが位置する。
合衆国首都設置法は、ワシントン大統領に、東はアナコスティア川の河口までの範囲で新しい首都の正確な位置を選ぶ権限を与えた。しかし、ワシントン大統領は、区の南端にアレクサンドリア市を含むようにするため、この連邦の領域の境界を南東に動かした。1791年、連邦議会はワシントン大統領の選んだ区域を認めるため、合衆国首都設置法を修正し、これによりバージニアから割譲された領域も含まれることとなった。この場所は、多くの利点を有していた。ポトマック川は特別区まで航行可能であり、船による交通が可能であった。また、アレクサンドリアとジョージタウンの既成の港は、市にとって重要な経済的な基盤を提供した。さらに、内陸の特別区は、北西部領土に近かった。1791年から1792年にかけて、アンドリュー・エリコットとベンジャミン・バネカーが特別区の境界を調査し、1マイルごとに境界石を設置した。その多くが今も残っている。
一般に伝えられるところとは異なり、ワシントンD.C.は沼地を埋め立てて建設されたわけではない。確かに二つの川とその他の小川に沿って湿地が広がっていたものの、特別区の領域のほとんどは農地と樹木に覆われた丘から成っていた。特別区内で、自然の状態で最も高い地点は、海抜125メートルのテンリータウンである。最も低い地点は海水面と同じポトマック川である。ワシントンD.C.の地理的な中心点は、北西地区の4番ストリートとLストリートの交差点付近に位置する。

### 自然

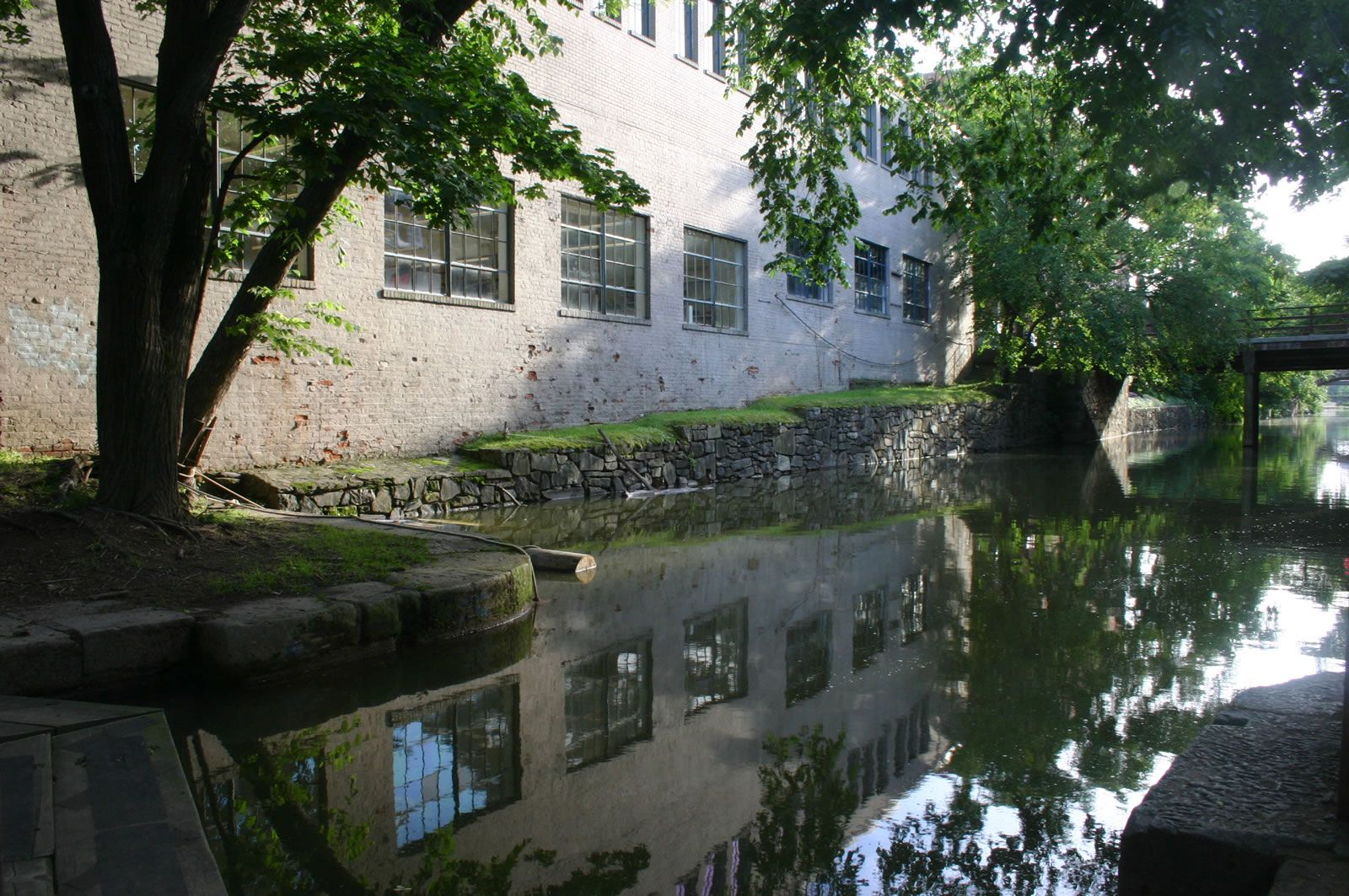
チェサピーク・オハイオ運河。ジョージタウン近くを通る。

アメリカ合衆国国立公園局は、ロック・クリーク公園、チェサピーク・オハイオ運河自然歴史公園、ナショナル・モール、セオドア・ルーズベルト島、アナコスティア公園など、ワシントンD.C.の自然生育地のほとんどを管理する。国立公園局による管理外の重要な自然生育地としては、農務省の管轄である国立森林公園があるのみである。ポトマック川の上流（ワシントンD.C.の北西）にはグレイト・フォールズ（Great Falls）がある。19世紀には、輸送船の交通がこの滝を迂回できるようにするため、ジョージタウンに端を発するチェサピーク・オハイオ運河が用いられた。
1965年、リンドン・ジョンソン大統領はポトマック川を「国の恥」と呼び、1966年の清流回復法（the Clean Water Restoration Act）の必要性を訴える材料とした。現在では、この川は活気のある暖水漁業の場となっており、自然に繁殖したハクトウワシも川岸に戻った。高度に都市化した景観にもかかわらず、ワシントンD.C.は、都市における野生生物の管理、外来種の管理、都市流水の回復、都市流水における水エコロジーなどの研究の中心地となっている。国立公園局の都市エコロジーセンターは、この地域における専門的知見と応用科学を提供する場となっている。

### 気候
ワシントンD.C.の気候は、ケッペンの気候区分によれば温暖湿潤気候（Cfa）であり、これはアメリカの中部大西洋岸諸州のうち海域から離れた地域に典型的に見られる気候である。四季がはっきり分かれており、春と秋は温暖で湿度も低いのに対し、冬は低温が続き、1年に平均 420mmも降雪量がある。冬の最低気温は、12月中旬から2月中旬にかけては零下 1℃（30°F）くらいになることが多い。まれではあるが、猛烈な吹雪が2、3年ごとにワシントンD.C.を襲い、最低気温は −15℃ を下回る。最も激しい嵐は、ノーイースターと呼ばれ、これはアメリカ東海岸全体に影響を及ぼすのが普通である。夏は高温多湿になる傾向があり、7月と8月の日中最高気温は平均 30℃ 前後（80°F台）である。夏には高温・多湿という組み合わせのため、激しい雷雨が非常に頻繁に発生し、場合によってはこの地域に竜巻を発生させることもある。
ハリケーン（熱帯低気圧）ないしそれが温帯低気圧化したものが、夏の終わりから初秋にかけてこの地域を通過することが時々ある。ワシントンD.C.は内陸に位置していることもあって、ハリケーンはここに来る頃には勢力が弱まっていることが多い。しかし、満潮・高潮・雨水が合わさることによって引き起こされるポトマック川の氾濫は、ジョージタウンやバージニア州アレクサンドリア近くにまで大規模な財産的被害をもたらすことが知られている。
記録されている史上最高気温は1930年7月20日と1918年8月6日の 41℃（106°F）である。史上最低気温は1899年2月11日の零下 26.1℃ （−15°F）であり、これは1899年の記録的猛ふぶき（the Great Blizzard）の時のものである。32℃（90°F）を超える日数は平均36.7日であり、氷点下になる夜は平均64.4日である。
| ワシントンD.C.の気候                                                        | ワシントンD.C.の気候 | ワシントンD.C.の気候 | ワシントンD.C.の気候 | ワシントンD.C.の気候 | ワシントンD.C.の気候 | ワシントンD.C.の気候 | ワシントンD.C.の気候 | ワシントンD.C.の気候 | ワシントンD.C.の気候 | ワシントンD.C.の気候 | ワシントンD.C.の気候 | ワシントンD.C.の気候 | ワシントンD.C.の気候 |
| 月                                                                          | 1月                  | 2月                  | 3月                  | 4月                  | 5月                  | 6月                  | 7月                  | 8月                  | 9月                  | 10月                 | 11月                 | 12月                 | 年                   |
| --------------------------------------------------------------------------- | -------------------- | -------------------- | -------------------- | -------------------- | -------------------- | -------------------- | -------------------- | -------------------- | -------------------- | -------------------- | -------------------- | -------------------- | -------------------- |
| 最高気温記録 °C （°F）                                                      | 26 (79)              | 29 (84)              | 34 (93)              | 35 (95)              | 37 (99)              | 39 (102)             | 41 (106)             | 41 (106)             | 40 (104)             | 36 (96)              | 30 (86)              | 26 (79)              | 41 (106)             |
| 平均最高気温 °C （°F）                                                      | 6.4 (43.6)           | 8.4 (47.2)           | 13.3 (56.0)          | 19.3 (66.7)          | 24.2 (75.5)          | 29.1 (84.3)          | 31.4 (88.5)          | 30.4 (86.7)          | 26.4 (79.6)          | 20.3 (68.5)          | 14.4 (58.0)          | 8.3 (47.0)           | 19.3 (66.8)          |
| 平均最低気温 °C （°F）                                                      | −1.8 (28.7)          | −0.6 (30.9)          | 3.2 (37.7)           | 8.4 (47.1)           | 13.7 (56.6)          | 19.1 (66.3)          | 21.8 (71.2)          | 21 (69.8)            | 17 (62.6)            | 10.4 (50.7)          | 5.1 (41.2)           | 0.3 (32.5)           | 9.8 (49.6)           |
| 最低気温記録 °C （°F）                                                      | −26 (−14)            | −26 (−15)            | −16 (4)              | −9 (15)              | 1 (33)               | 6 (43)               | 11 (52)              | 9 (49)               | 2 (36)               | −3 (26)              | −12 (11)             | −25 (−13)            | −26 (−15)            |
| 降水量 mm （inch）                                                          | 71 (2.8)             | 66 (2.6)             | 89 (3.5)             | 79 (3.1)             | 102 (4.0)            | 97 (3.8)             | 94 (3.7)             | 74 (2.9)             | 94 (3.7)             | 86 (3.4)             | 81 (3.2)             | 79 (3.1)             | 1,012 (39.8)         |
| 降雪量 cm （inch）                                                          | 14.5 (5.7)           | 14.5 (5.7)           | 3.3 (1.3)            | 0 (0)                | 0 (0)                | 0 (0)                | 0 (0)                | 0 (0)                | 0 (0)                | 0 (0)                | 1.3 (.5)             | 5.8 (2.3)            | 39.4 (15.5)          |
| 平均降水日数 （≥0.01 in）                                                   | 9.6                  | 9.0                  | 10.5                 | 10.4                 | 11.1                 | 10.7                 | 10.3                 | 8.2                  | 8.3                  | 7.7                  | 8.6                  | 9.7                  | 114.1                |
| 平均降雪日数 （≥0.1 in）                                                    | 3.1                  | 2.5                  | .9                   | .1                   | 0                    | 0                    | 0                    | 0                    | 0                    | 0                    | .2                   | 1.5                  | 8.3                  |
| 平均月間日照時間                                                            | 145.7                | 152.6                | 204.6                | 228.0                | 260.4                | 282.0                | 279.0                | 263.5                | 225.0                | 204.6                | 150.0                | 133.3                | 2,528.7              |
| 出典1：NOAA (1981−2010 normals at Ronald Reagan Washington National Airport |                      |                      |                      |                      |                      |                      |                      |                      |                      |                      |                      |                      |                      |
| 出典2：The Weather Channel (extremes), HKO (sun only, 1961−1990)            |                      |                      |                      |                      |                      |                      |                      |                      |                      |                      |                      |                      |                      |

## 町並み

### 都市設計

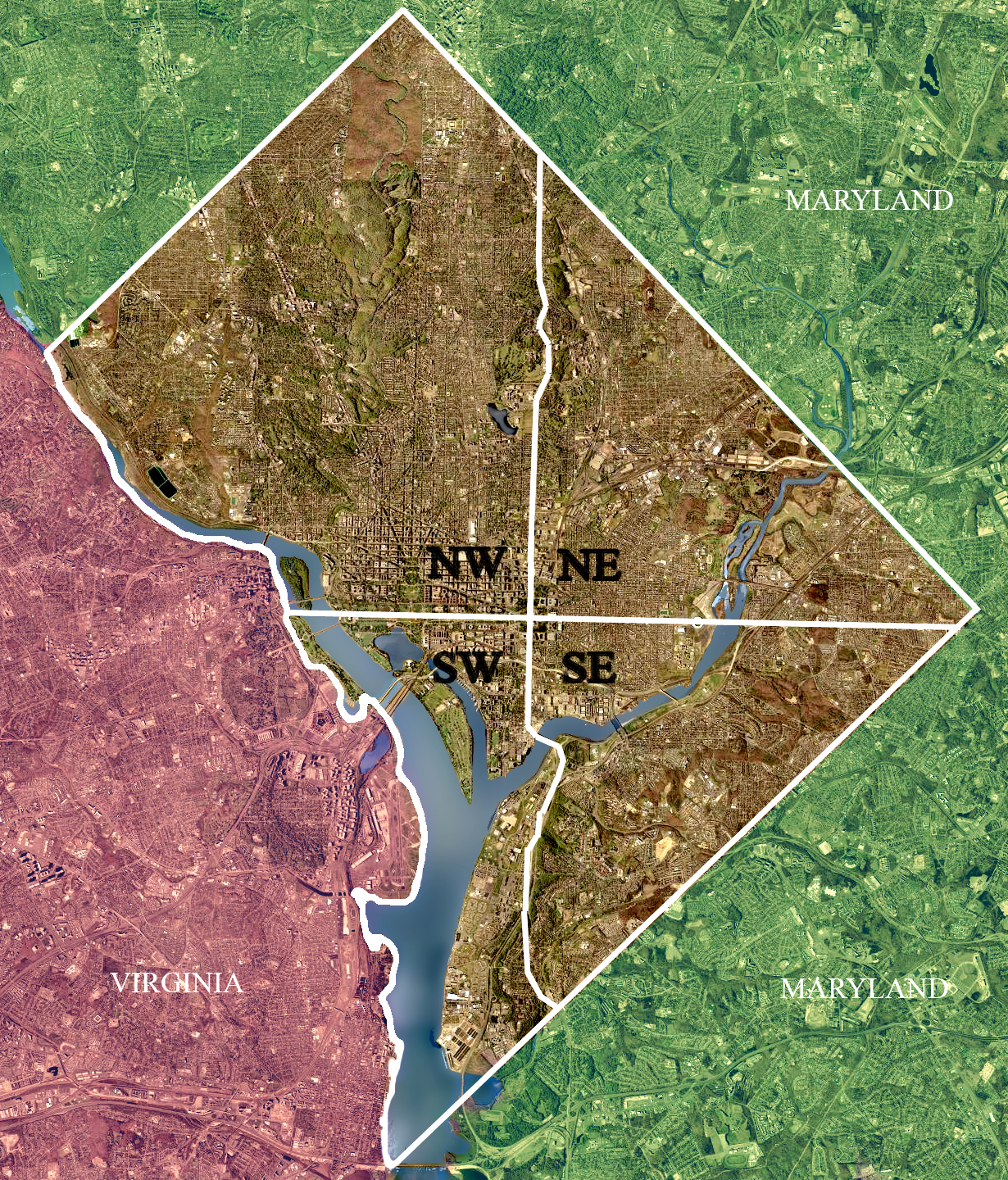
ワシントンD.C.は4つの地区に分かれる。

ワシントンD.C.は計画都市である。ワシントン市の設計は、ピエール・シャルル・ランファンの労によるところが大きい。ランファンはフランス生まれの建築家・技師・都市設計家であり、当初、軍の技師としてラファイエットと共にアメリカ植民地に来た。1791年、ランファンはバロック様式を基に基本計画を作成した。これは、環状交差路から放射状に広い街路が伸びているものであり、開かれた空間と景観作りを最大限に重視したものであった。しかし、20世紀初頭には、開放された公園と壮麗な国の記念建造物というランファンの都市計画の構想は、スラム街や乱開発された建物によって損なわれてしまっていた。その中にはナショナル・モールの中の鉄道の駅もあった。1900年、連邦議会は、ジェームズ・マクミラン上院議員率いる両院合同協議会を設置し、ワシントンD.C.の儀礼の中心地の美化に当たらせた。マクミラン計画として知られるこの計画は1901年に仕上がり、その中には連邦議会議事堂の敷地やナショナル・モールの景観再整備、新しい連邦の建物・記念館の建設、スラム街の一掃、全市を横断する新しい公園のシステムの構築が含まれていた。委員会から任命された建築家たちは市の本来の設計には手を加えなかった。建築家たちのなすべきことは、ランファンの意図したデザインの壮大な仕上げをすることであると考えられた。

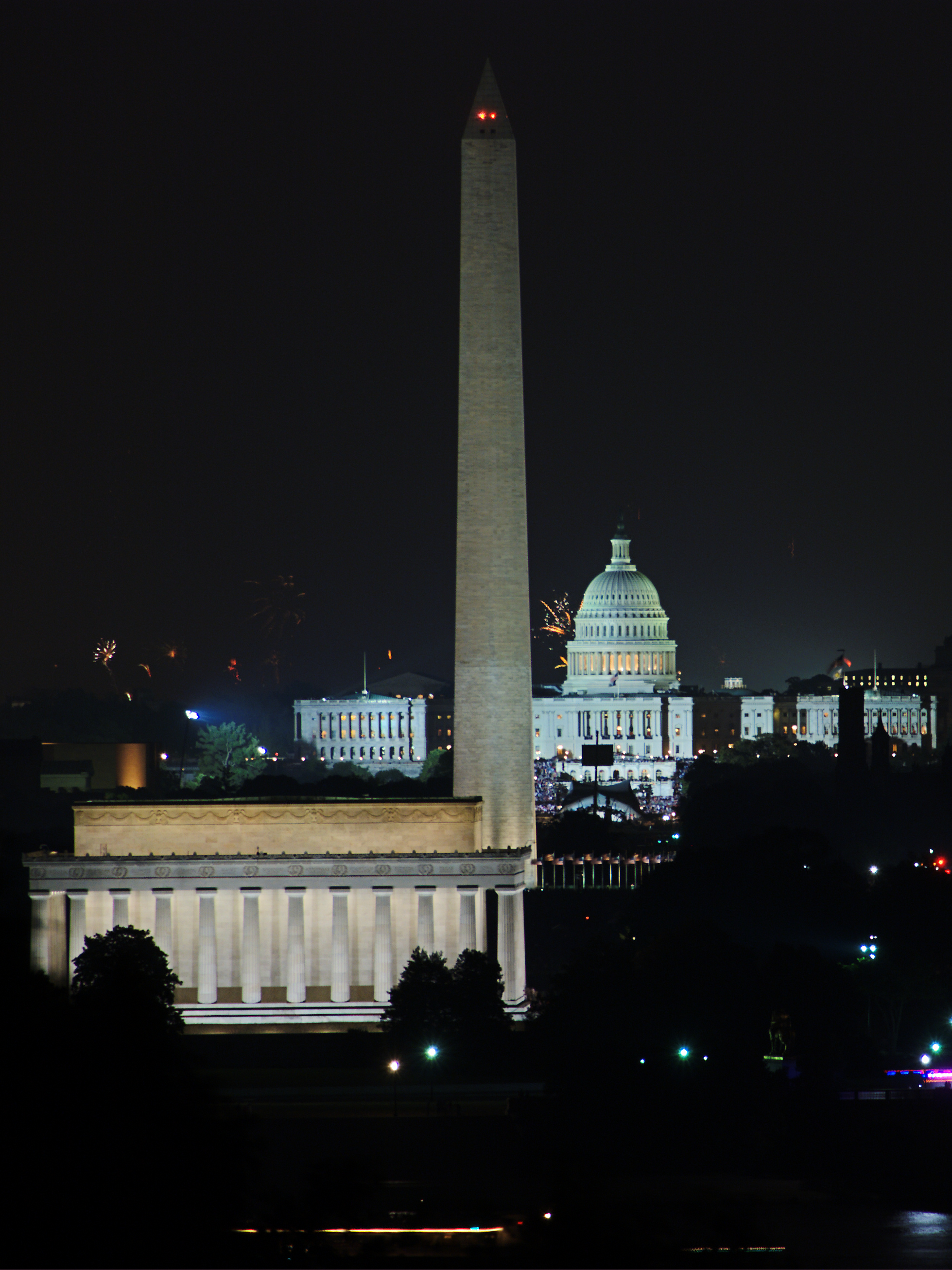
夜のリンカーン記念館、ワシントン記念塔、連邦議会議事堂

1899年に12階建てのカイロ・アパートメント・ビルが建設された後、連邦議会は建造物の高さを制限する法律（the Heights of Buildings Act）を可決し、連邦議会議事堂より高い建物を建ててはならないと宣言した。この法律は1910年に改正され、建物の高さが、面する道路の幅員に20フィート（6.1m）を加えた長さを超えないよう規制された。今日、ワシントンD.C.の建物群のシルエットは低く広がっており、トーマス・ジェファーソンの、ワシントンD.C.を「低層で便利な」建物と「明るく風通しのよい」街路を備えた「アメリカのパリ」にしたいという願いに忠実である。その結果、ワシントン記念塔がずっとワシントンD.C.で最も高い建造物のままである。しかしながら、ワシントンD.C.の高さ制限は、同市で廉価な住宅が限られていることやスプロール現象による交通問題の発生の最大の原因であるとして、批判されている。ワシントンD.C.の高さ制限を逃れるため、ダウンタウンの近くとしては、ポトマック川の対岸にあるバージニア州ロズリンに高層の建物が建てられることが多い。

### 街路
ワシントンD.C.は四つの地区（quadrant）に不均等に割られている。北西地区（Northwest）、北東地区 （Northeast）、南東地区（Southeast）、南西地区（Southwest）である。各地区の境界を画す軸は連邦議会議事堂から放射状に伸びている。すべての通りの名称には、地区名の省略形（NWなど）が付いており、その場所を明らかにしている。市内のほとんどの地域で、街路は碁盤目状に整備されており、東西方向の通りにはアルファベットで（例えばC Street SW）、南北方向の通りには数字で（例えば4th Street NW）名前が付けられている。環状交差路から放射状に伸びる街路には、主に各州の名前が付けられており、50州すべてが名称の中に含まれている。ワシントンD.C.の街路の中には、特に注目すべきものがある。ペンシルベニア大通り は、ホワイトハウスと連邦議会議事堂を繋いでおり、Kストリートには多くのロビー団体の事務所が入居している。ワシントンD.C.には172か国の外国の大使館があるが、そのうち57の大使館はマサチューセッツ通り（Massachusetts Avenue）の地区にあり、正式名称ではないが大使館通り（Embassy Row）として知られている。

### 建築

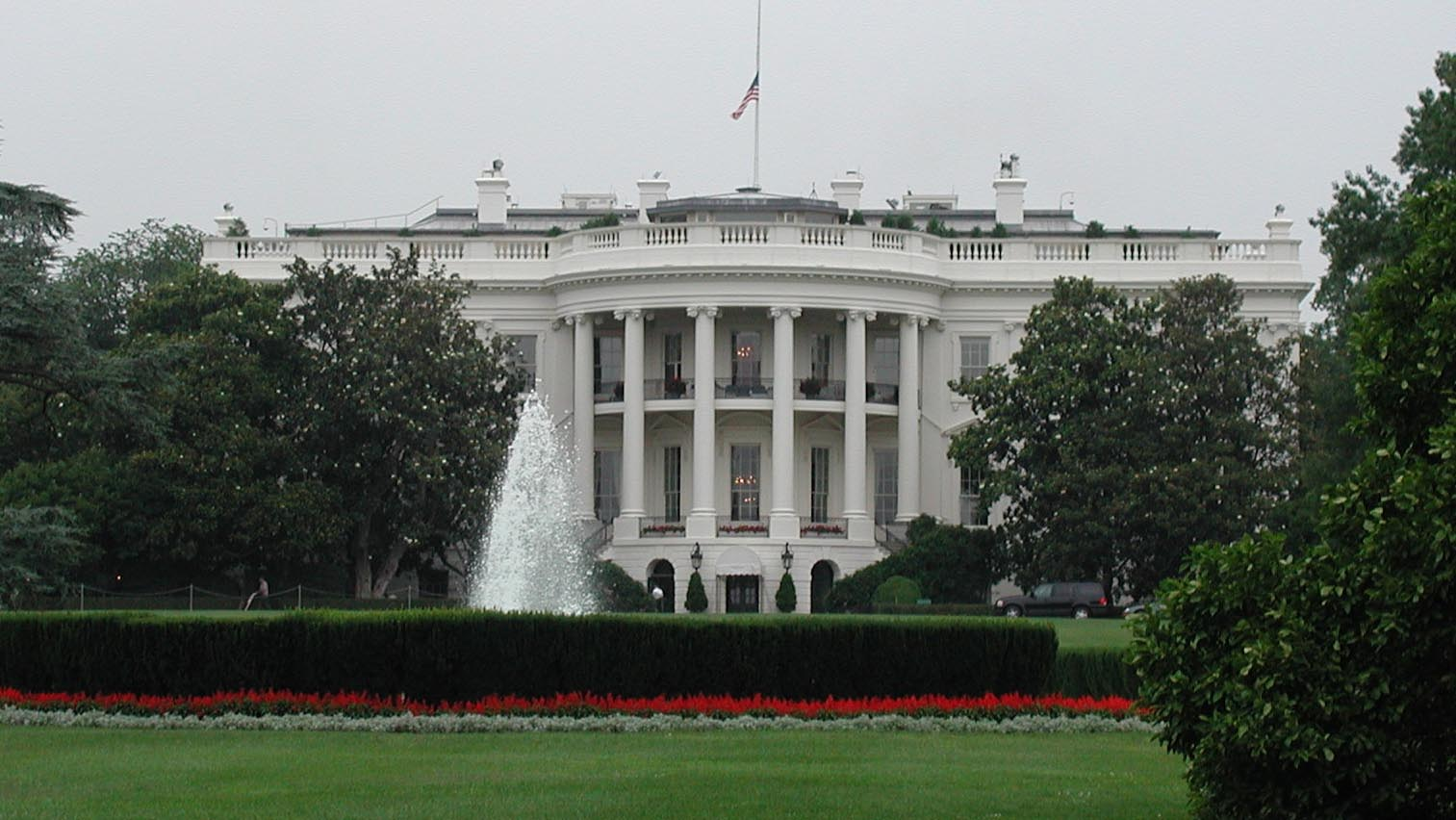
2007年、ホワイトハウスはアメリカ建築家協会 (AIA) が選ぶ「アメリカ建築傑作選」で2位にランクされた。

ワシントンD.C.の建築物はバラエティに富んでいる。アメリカ建築家協会が選ぶ2007年の「アメリカ建築傑作選」では、10位までにランクされた建物のうち6つがワシントンD.C.にある。すなわち、ホワイトハウス、ワシントン大聖堂、トマス・ジェファーソン記念館、連邦議会議事堂、リンカーン記念館、ベトナム戦争戦没者慰霊碑である。これら6つの建築はすべて新古典主義、ジョージ王朝様式、ゴシック様式および近代建築のスタイルを反映しており、他のワシントンD.C.の主要な建物も同様である。特筆すべき例外としては、第二帝政様式によるアイゼンハワー行政府ビル（旧行政府ビル）やアメリカ議会図書館などがある。
ワシントンD.C.の中心市街を離れると、建築様式はさらに多様化する。「オールド・シティー」（ランファンによって設計された地域）では、歴史的建造物は主にアン女王様式、シャトーエスク様式、リチャードソン・ロマネスク様式、新ジョージア王朝様式、ボザール様式、また様々なビクトリア朝様式で設計されている。オールド・シティーでは19世紀からのロウハウス（長屋）が特に目立っており、連邦様式や後期ビクトリア朝様式に従うものが多い。ジョージタウンは、ワシントン市よりも先に建設されたため、この地域はワシントンD.C.の中でも最も古い建築物を誇る。ジョージタウンのオールド・ストーン・ハウスは1765年に建てられ、市内で最古の遺構となっている。もっとも、この地域における現在の住宅のほとんどは1870年代になって初めて建てられたもので、当時の後期ビクトリア朝様式を反映している。1789年に創立されたジョージタウン大学は、周囲の建物とはさらに一線を画しており、ロマネスク様式とゴシック・リヴァイヴァル建築が融合した建築が特徴である。

## 人口動態
2010年の国勢調査によれば、ワシントンD.C.の居住者人口は601,723人で、2000年国勢調査の572,059人以来、増加傾向が続いている。これは50年来の減少傾向からの反転である。他方、労働時間帯には、近郊からの通勤により、ワシントンD.C.の人口は推計で71.8%膨らみ、日中人口は100万人を超えるとされている。周辺のメリーランド州やバージニア州の一部を含むワシントン首都圏は、2010年の国勢調査で約558万人の居住者を抱える。ボルチモア及びその近郊も併せたワシントン・ボルチモア・北バージニア広域都市圏は、2010年の国勢調査では850万人を超える居住者人口を抱えている。
以下にワシントンD.C.における1800年から2010年までの人口推移を表およびグラフで示す。
| 統計 | 人口    | 増減率 |
| ---- | ------- | ------ |
| 1800 | 8,144   | -      |
| 1810 | 15,471  | 90.0%  |
| 1820 | 23,336  | 50.8%  |
| 1830 | 30,261  | 29.7%  |
| 1840 | 33,745  | 11.5%  |
| 1850 | 51,687  | 53.2%  |
| 1860 | 75,080  | 45.3%  |
| 1870 | 131,700 | 75.4%  |
| 1880 | 177,624 | 34.9%  |
| 1890 | 230,392 | 29.7%  |
| 1900 | 278,718 | 21.0%  |
| 1910 | 331,069 | 18.8%  |
| 1920 | 437,571 | 32.2%  |
| 1930 | 486,869 | 11.3%  |
| 1940 | 663,091 | 36.2%  |
| 1950 | 802,178 | 21.0%  |
| 1960 | 763,956 | −4.8%  |
| 1970 | 756,510 | −1.0%  |
| 1980 | 638,333 | −15.6% |
| 1990 | 606,900 | −4.9%  |
| 2000 | 572,059 | −5.7%  |
| 2010 | 601,723 | 5.2%   |

### 人口構成

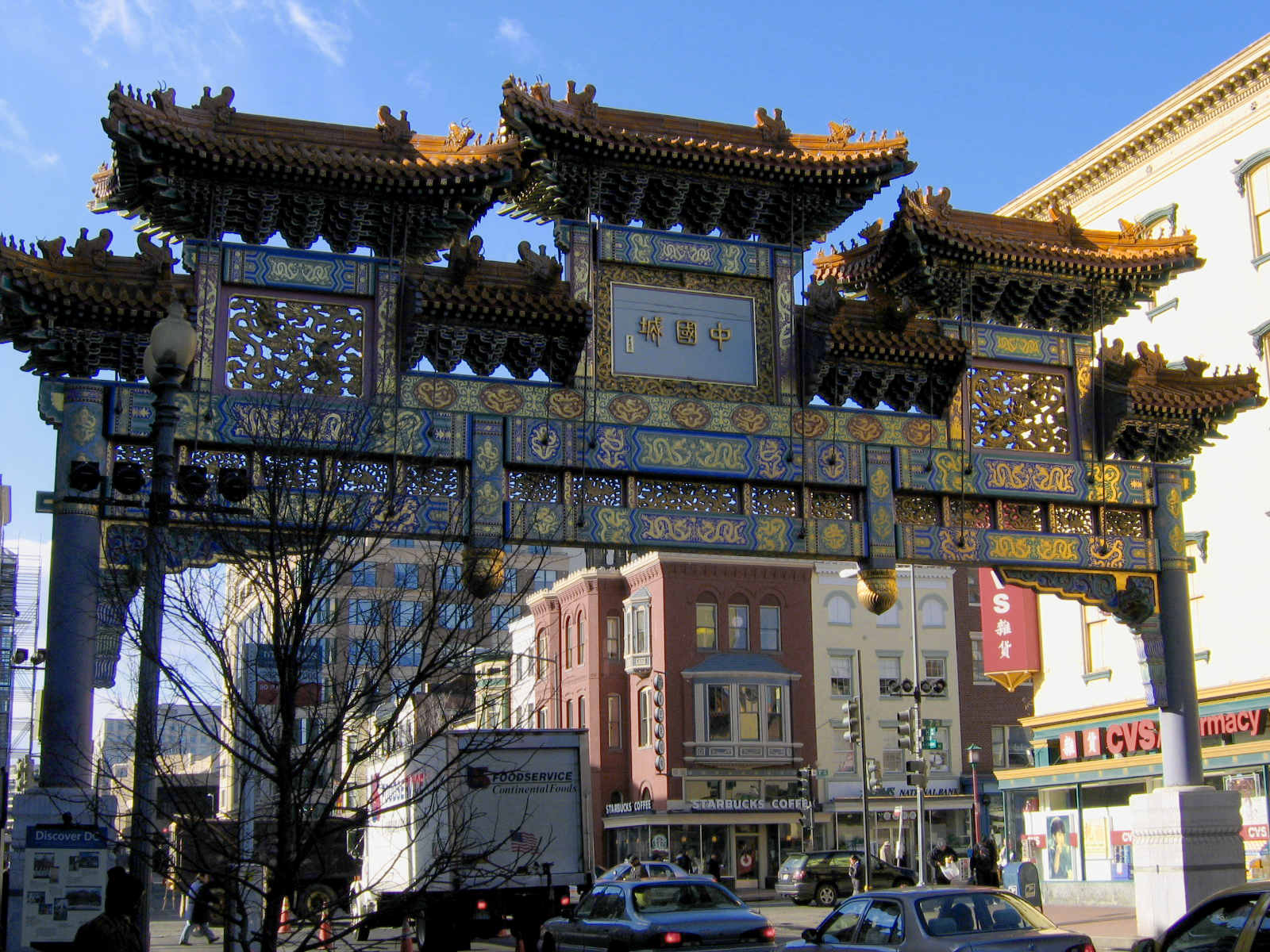
「友情の門」。チャイナタウンの中心にある。

2010年における人口の割合は、50.7%がアフリカ系アメリカ人（黒人）、38.5%がコーカサス系（白人）、9.1%がヒスパニック（人種は様々）、4.4%がその他（インディアン、アラスカ先住民、ハワイ先住民、南洋諸島先住民など）、3.5%がアジア系、2.9%が混血である。黒人はワシントンD.C.で最も多くを占めるものの、郊外へ去る者が多いため、その人口は一貫して減少傾向にある。同時に、ワシントンD.C.で昔から黒人の居住地域だった多くの場所が高級住宅化していることもあり、白人の人口は一貫して増加傾向にある。このことは、2000年と比べて、アフリカ系アメリカ人の人口が6.2%減少し、反対にコーカサス系は13.8%増加していることに表れている。移民の主な出身地としては、エルサルバドル、ベトナム、エチオピアなどがあり、エルサルバドル人はマウント・プレザント近辺に集まっている。
2000年の国勢調査によって、ワシントンD.C.の成人のうち推計3万3000人が自らをゲイ、レズビアンまたはバイセクシュアルだと考えていることが明らかになった。これは市の成人人口の8.1%に当たる。このようにLGBTの人口は相当大きく、また政治的風土もリベラルだが、連邦議会における反対論も原因して、同性結婚はワシントンD.C.の法律では認められていない。しかし、家庭内パートナーシップ法（Domestic partnership law）によって、同性のカップルも、他の法域で認められているシビル・ユニオンと似た法的取り扱いを受けることができる。
2007年の報告によって、ワシントンD.C.の居住者の3分の1が機能的非識字（仕事や日常生活上の読み書き能力が不十分な状態）であることが分かった（全国における割合は5分の1）。英語に習熟していない移民もその一つの原因であると考えられている。2005年に行われた研究では、ワシントンD.C.の5歳以上の居住者のうち85.16%が家で英語のみを使用しており、8.78%がスペイン語を使用していることが分かった。フランス語がそれに次いで1.35%である。機能的文盲率の高さとは対照的に、ワシントンD.C.の居住者のうち45%が少なくとも4年制大学の学位を持っており、国内で4番目に高い割合である。
また、2000年のデータによると、半数以上の居住者が自分をキリスト教徒だと考えている。28%がカトリック、6.8%が南部バプテスト連盟、1.3%が正教会（ギリシャ正教）又は東方諸教会、21.8%が他のプロテスタント教派である。イスラム教徒は人口の10.6%、ユダヤ教徒は4.5%、26.8%は無宗教である。

## インディアン部族
この地に先住したインディアン部族はコノイ族、デラウェア族、ナンチコーク族、ポウハタン族、ショーニー族、サスケハンナ族など。そのことごとくがアメリカ政府に虐殺され、19世紀には他州へと強制移住させられた。この地に残ったインディアン部族はすべて「絶滅部族」とみなされ、保留地（Reservation）を没収されていて、部族単位では存在しないことになっている。
1944年にワシントンD.C.に結成された「アメリカインディアン国民会議（National Congress of American Indians）」は、インディアン寄宿学校で白人同化教育を受けた、全米のインディアンたちによる初の本格的なロビー運動組織である。彼らは「大声でほえまくる赤い番犬」と呼ばれたが、活動自体は保守的で、AIM などとは違い、若い世代からは「白人寄り」と批判された。
2004年には、この地に全米のインディアン部族の文化展示を目的とした「国立アメリカ・インディアン博物館」が開設された。
≪アメリカ連邦政府に公認要求中のインディアン部族≫
- 「チェロキー・タスカローラ族・亀の島国家」

※「亀の島」はインディアンが北米大陸を指す呼び名

### インディアン・カジノ
現在のところ、ワシントンD.C.でインディアン部族が運営する「インディアン・カジノ」は一軒もない。同地ではインディアン部族は存在しないことになっており、今後も開設される望みは薄い。

## 治安

ワシントンD.C.における殺人発生件数の推移（1986-2005年）

1990年代初頭に凶悪犯罪の波が訪れた時、ワシントンD.C.はアメリカの「殺人首都（murder capital）」 として知られ、殺人事件の発生数において、ルイジアナ州ニューオーリンズとしばしば肩を並べていた。謀殺（計画的殺人）の発生件数は1991年に482件だったが、1990年代を通じて犯罪の激しさは大幅に緩和した。2006年までに、市内における謀殺の件数は169件にまで減少した。窃盗や強盗など各種の財産犯も、同様の割合で減少した。また、2012年は殺人件数が88件と減少し1961年以来最低の値であった。そして、2019年は2012年の約1.9倍の166件であった。人口比で見ると2019年は、23.5件（全米平均：5.0件）と全米平均より高く、州別で見るとワースト1である。
また、殺人事件被害者の8割前後が黒人男性であり、凶器も約8割が銃器を使用している。

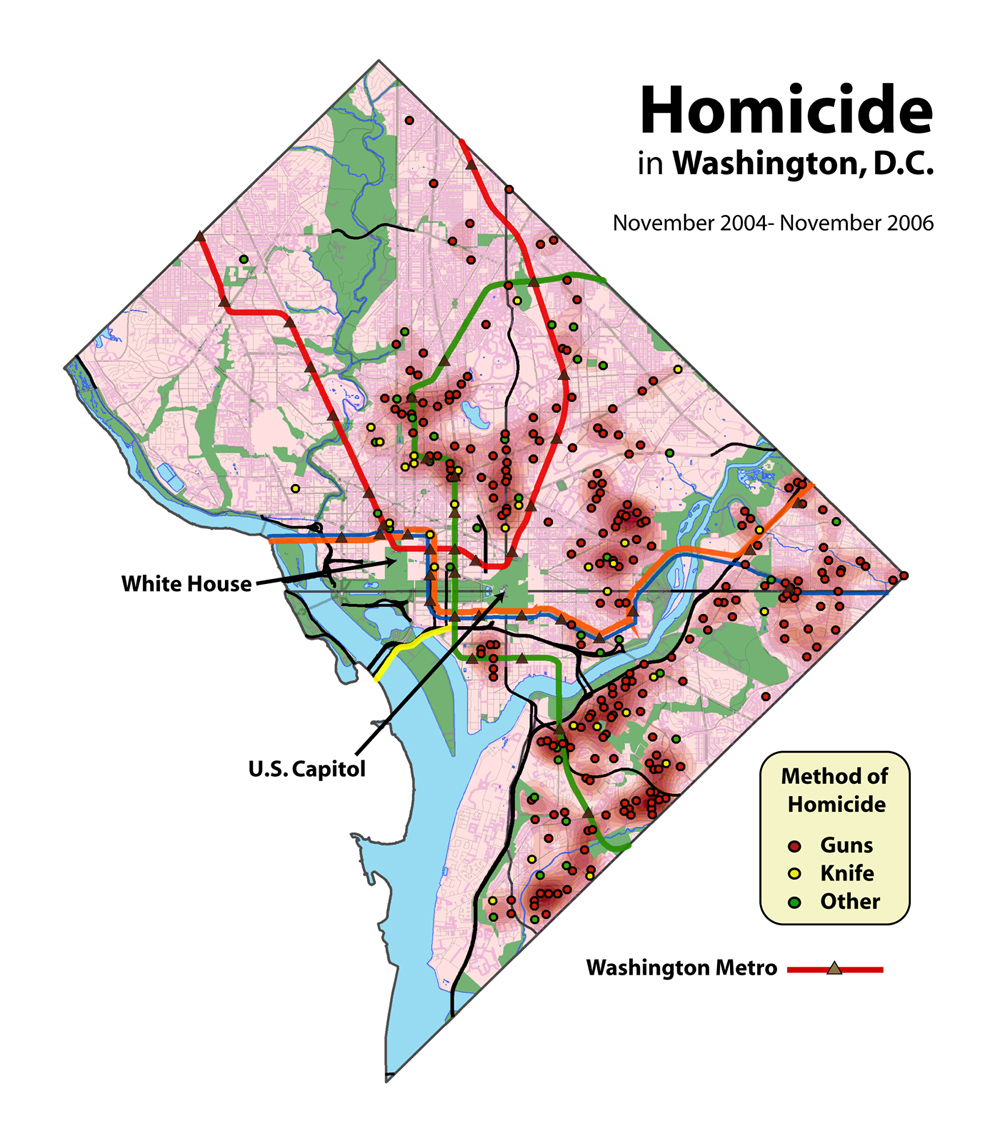
ワシントンD.C.における殺人事件発生地点の分布（2004-2008年）。NE（北東）とSE（南東）に圧倒的に多いことが分かる。

多くの大都市と同様、犯罪の発生率が高いのは違法薬物やギャングと関係のある地域である。より富裕な地域のワシントンD.C.北西地区（高級住宅街のジョージタウンなど）では犯罪発生率は低いが、東に行くに従って増加する。コロンビア・ハイツやローガン・サークルのように、一時は凶悪犯罪がはびこったものの、ジェントリフィケーション（高級住宅化）の影響を受けて安全と活気を取り戻しつつある地域も多い。その結果、ワシントンD.C.における犯罪は、さらに東方、メリーランド州プリンスジョージ郡との境界を越えるところまで追い払われつつある。
特に危険なのは市南東部のアナコスティア地区（Anacostia）である。ワシントンD.C.で起こる殺人の約3分の1はこのアナコスティア地区内で発生している。1950年代までは白人の中流階級の住宅地だったが、州間高速道路の発達により人口が郊外へ流出、住民層が大きく変わり、治安が著しく悪化した。現在、この地区の黒人人口率は92%に達する。また、市の北東部も治安の悪い地域である（右図参照）。市境を越え、メリーランド州側にも治安の良くないエリアが広がっている。
2008年6月26日、連邦最高裁判所は、ワシントンD.C.対ヘラー事件において、ワシントンD.C.が1976年に行った拳銃の所持禁止は、アメリカ合衆国憲法修正第2条で定められた銃所持の権利を侵すものだと判示した。もっとも、この判決は、どのような形での銃規制も一律に禁止するものではない。銃器の登録制を定める法律は依然有効で、ワシントンD.C.による殺傷能力の高い攻撃用武器の禁止も有効である。
2020年代になると中心部では金銭ではなくゲーム感覚で犯行を楽しむカージャックが多発しており、ジョージタウン大学のケビン・M・ドーク教授は中心部に行くのが恐ろしいと語る状況となっている。
2025年8月、ドナルド・トランプ大統領は、ワシントンD.C.に30日間限定で治安回復のために州兵の投入を示唆。実際に同月12日には州兵800人が投入され、暴力的な犯罪者や麻薬中毒者、ホームレスの一掃を目指すこととなった。この間、ワシントンの治安機関として置かれている自治体警察ワシントンD.C.首都警察を連邦指揮下に置くこととしたほか、警察の補強として約500人の連邦法執行官も派遣した。

## 経済

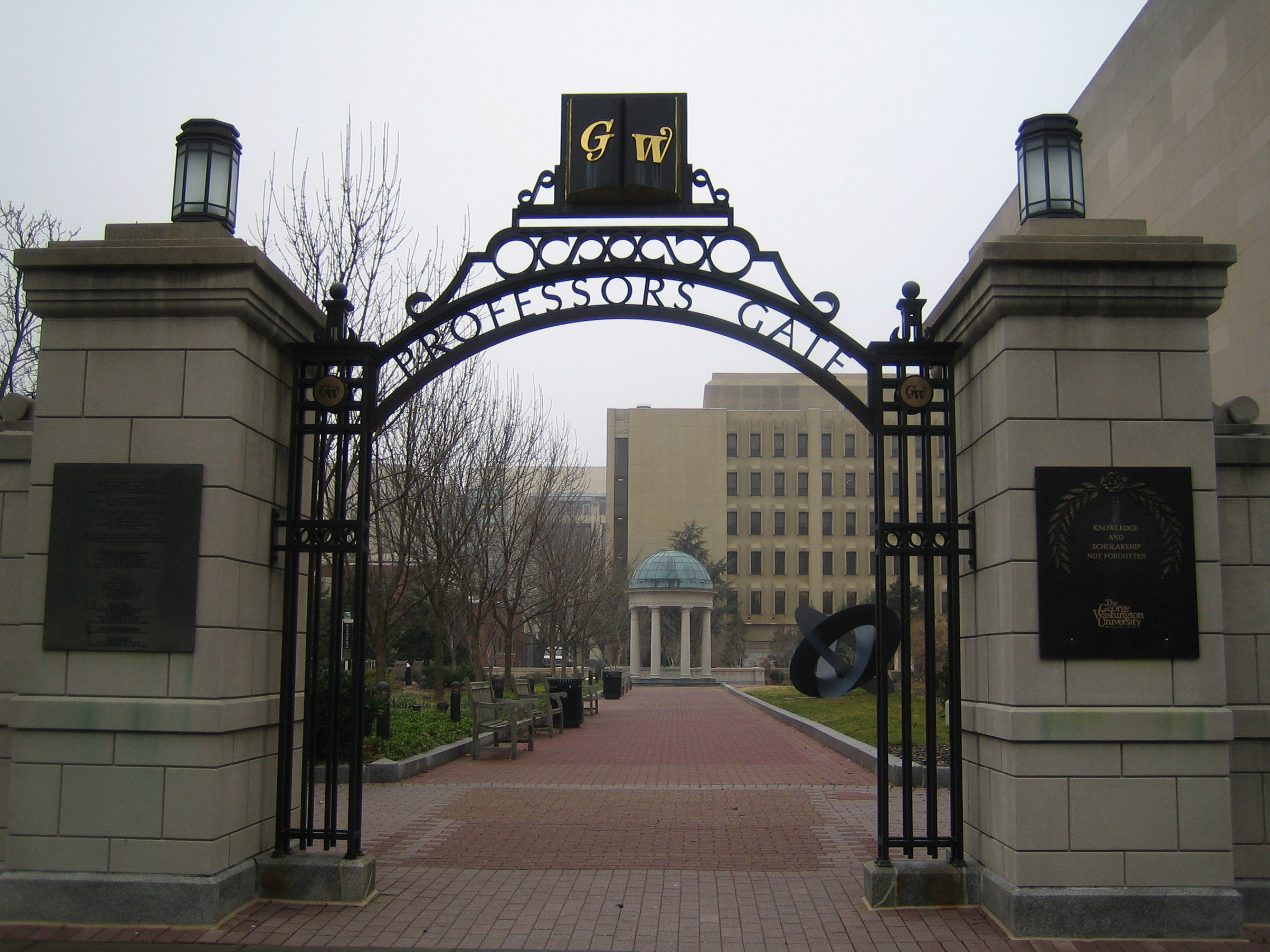
ジョージ・ワシントン大学のプロフェッサーズ・ゲート。同大学はワシントンD.C.の民間で最大の雇用を有する。

ワシントンD.C.では、経済が多角的に成長しつつあり、専門的職業やホワイトカラーのサービス業の割合が増加している。ワシントンD.C.の2007年における州民総生産は938億ドルで、これは50州と比較すると35位に位置付けられる。2008年3月の時点で、連邦政府がワシントンD.C.における雇用の27%を占めている。このために、ワシントンD.C.は全国的な経済の停滞の影響を受けていないと考えられている。連邦政府の活動は景気後退期においても継続するからである。もっとも、2007年1月時点で、ワシントン地域の連邦職員は、全米の連邦職員数の14%を占めるに過ぎない。法律事務所、独立契約就業者（インディペンデント・コントラクター。軍事関係と非軍事の双方がある）、非営利団体、ロビー団体、全国労働組合、職業団体といった多くの組織が、連邦政府に近接した場所を求めて、ワシントンD.C.内またはその近郊に本部を置いている。2008年5月現在、ワシントン首都圏の失業率は3.5%で、国内40の大都市圏の中で最も低い。これは、同時期の全国平均失業率の5.2%と比べても低い。
ワシントンD.C.では政府関連の産業、特に教育、金融、科学研究の分野が成長している。非政府関連としては、ジョージ・ワシントン大学、ジョージタウン大学、ワシントン病院センター、ハワード大学、連邦住宅抵当公庫が市内における雇用主体の上位5位である。ワシントンに本拠を置くフォーチュン1000企業（『フォーチュン』誌が選ぶ上位1000企業）は5社あり、そのうち2社はフォーチュン500にも入っている。ワシントンD.C.は、国際不動産投資においてはロンドン、ニューヨーク、パリに次ぐ先進的地位を得ている。2006年、『エクスパンション・マガジン』誌は、D.C.を国内で最もビジネスの拡大に適した10の地域の一つに挙げた。ワシントンは、商業オフィスの面積に関しては、ニューヨーク、シカゴに次いでアメリカで第3に大きい商業地域を有している。
ワシントンD.C.では、ジェントリフィケーション（高級住宅化）の努力が実りつつあり、特にローガン・サークル、ショー、コロンビアハイツ、Uストリート地帯、14番ストリート地帯の近隣で著しい。いくつかの地域では、1990年代末の地下鉄（メトロ）グリーンラインの敷設により開発が進んだ。地下鉄網によって、これらの地域は商業地域と結ばれた。2008年3月にコロンビアハイツにできた新しいショッピングモールは、ワシントンD.C.で40年ぶりの新しい大規模ショッピングセンターとなった。多くの都市と同様、ジェントリフィケーションはワシントンD.C.の経済を活性化させているが、その利益が均等に配分されているとはいえず、貧困層にとっては直接の救いになっていない。例えば、ワシントンD.C.の失業率は市の中で大きく異なっている。2008年5月において、北西地区北部の裕福な第3地区では失業率が1.7%だったのに対し、南東地区の貧しい第8地区では17.2%であった。2005年において、アメリカの50州と比較すると、ワシントンD.C.は1人当たり収入が高いものの、貧困率もまた高く、全住民における経済的格差を際立たせている。

## 金融
2017年のイギリスのシンクタンクの調査によると、世界12位の金融センターであり、アメリカの都市では5位である。

## 文化

### 史跡・博物館

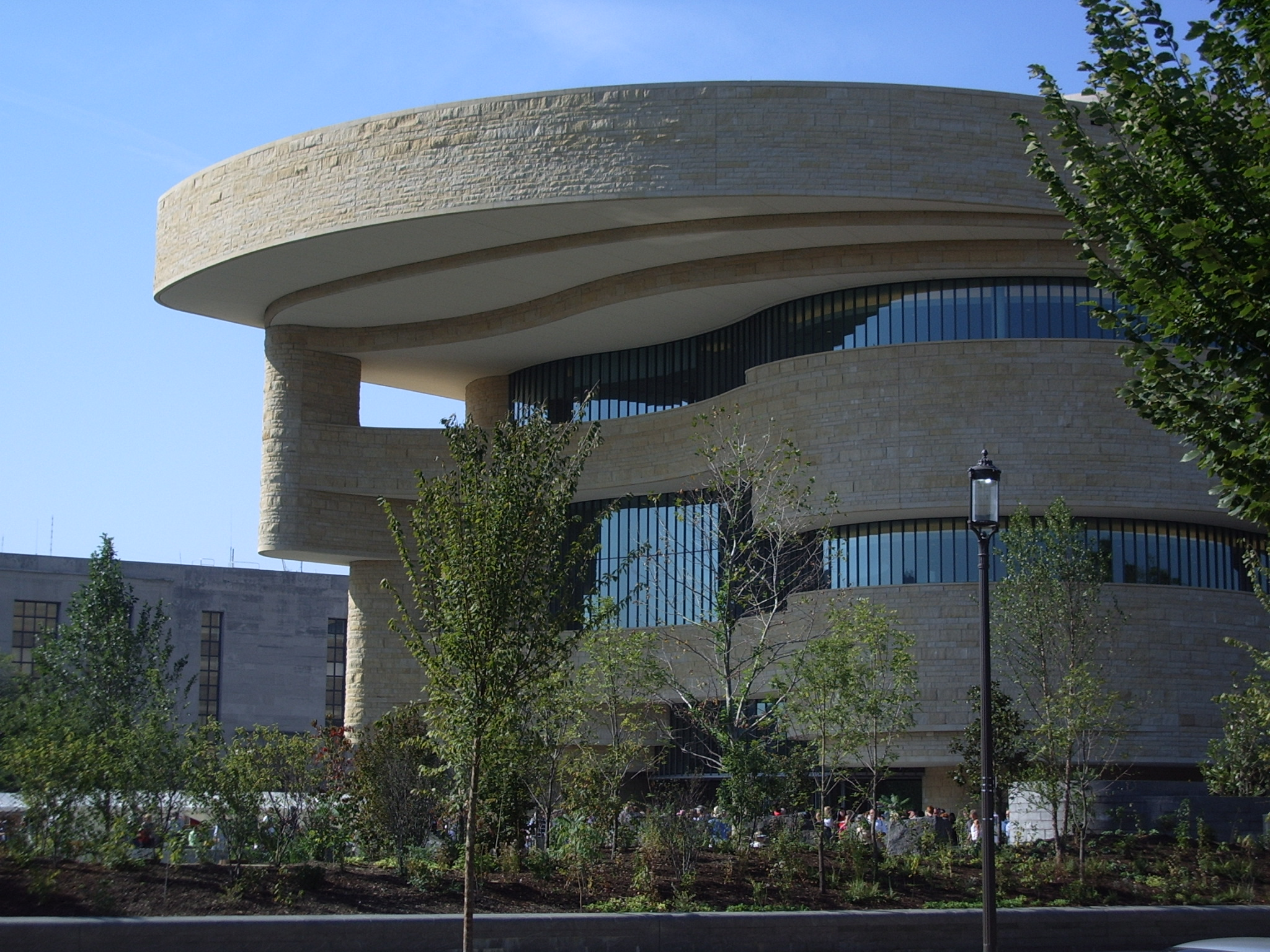
国立アメリカ・インディアン博物館。2004年オープン。

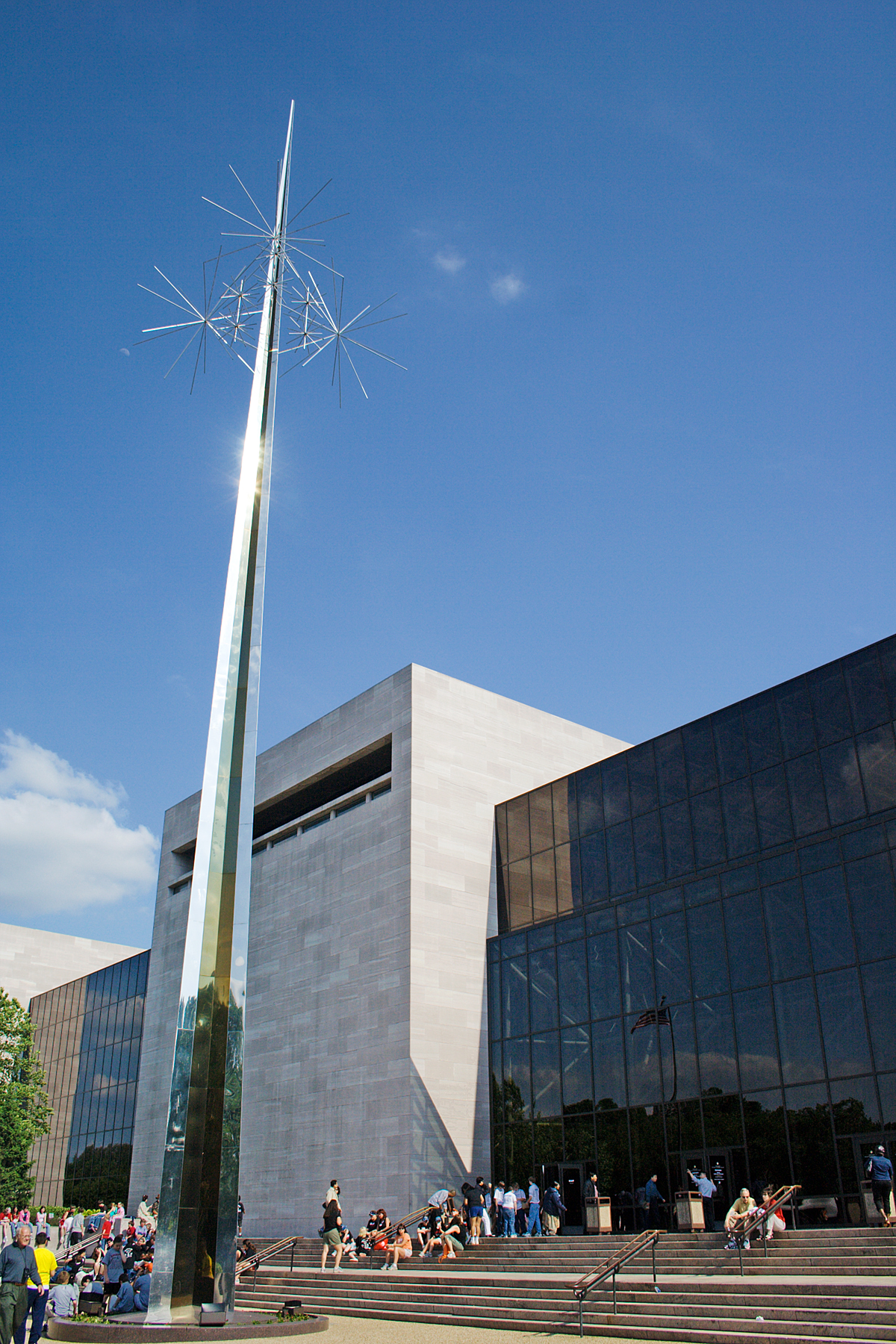
スミソニアン博物館の一つ国立航空宇宙博物館

ナショナル・モールは、ワシントンD.C.の中心にある、広大で開放されたエリアである。モールの中心にはワシントン記念塔がある。また、モールの中には、リフレクティング・プールの西端と東端にリンカーン記念館と第二次世界大戦記念碑があるほか、朝鮮戦争戦没者慰霊碑、ベトナム戦争戦没者慰霊碑、アルバート・アインシュタイン記念碑もある。国立公文書館には、アメリカ史にとって重要な何千もの文書が収蔵されており、その中にアメリカ独立宣言、アメリカ合衆国憲法、権利章典の原本も含まれている。
モールのすぐ南、タイダル・ベイスン（ポトマック川に隣接する池）は、桜並木で彩られている。この桜は日本から贈られたものである。タイダル・ベイスンの周りには、フランクリン・ルーズベルト記念公園、トマス・ジェファーソン記念館、D.C.戦争記念碑がある。
スミソニアン協会は、1846年に連邦議会によって創設された教育目的の基金で、ワシントンD.C.内にある国立の博物館・美術館のほとんどを管理している。アメリカ合衆国政府がスミソニアン協会に一部資金を提供しており、収蔵品を入場料無料で公開しているのはこのためである。スミソニアンの博物館の中でも最も来場者が多いのが、ナショナル・モール内にある国立自然史博物館である。このほかに、モール内にあるスミソニアンの博物館・美術館としては、国立航空宇宙博物館、国立アフリカ美術館、国立アメリカ歴史博物館、国立アメリカ・インディアン博物館、アーサー・M・サックラー・ギャラリー、フリーア美術館（サックラー・ギャラリーとフリーア・ギャラリーはいずれもアジアの美術・文化に焦点を当てている）、ハーシュホーン博物館と彫刻の庭、芸術産業館、スミソニアン協会本部（「キャッスル」とも呼ばれる）がある。
スミソニアン・アメリカ美術館（正式には国立アメリカ美術館、National Museum of American Art）と国立肖像画美術館 は、ドナルド・レイノルズ・センターという、チャイナタウン近くの同じ建物に入っている。レイノルズ・センターは旧特許庁ビルとも呼ばれている。レンウィック・ギャラリー（Renwick Gallery）は、正式にはスミソニアン・アメリカ美術館の一部だが、ホワイトハウス近くの分館にある。その他のスミソニアン博物館・美術館としては、南東地区のアナコスティア博物館、ユニオン駅近くの国立郵便博物館、ウッドリー公園内の国立動物園がある。

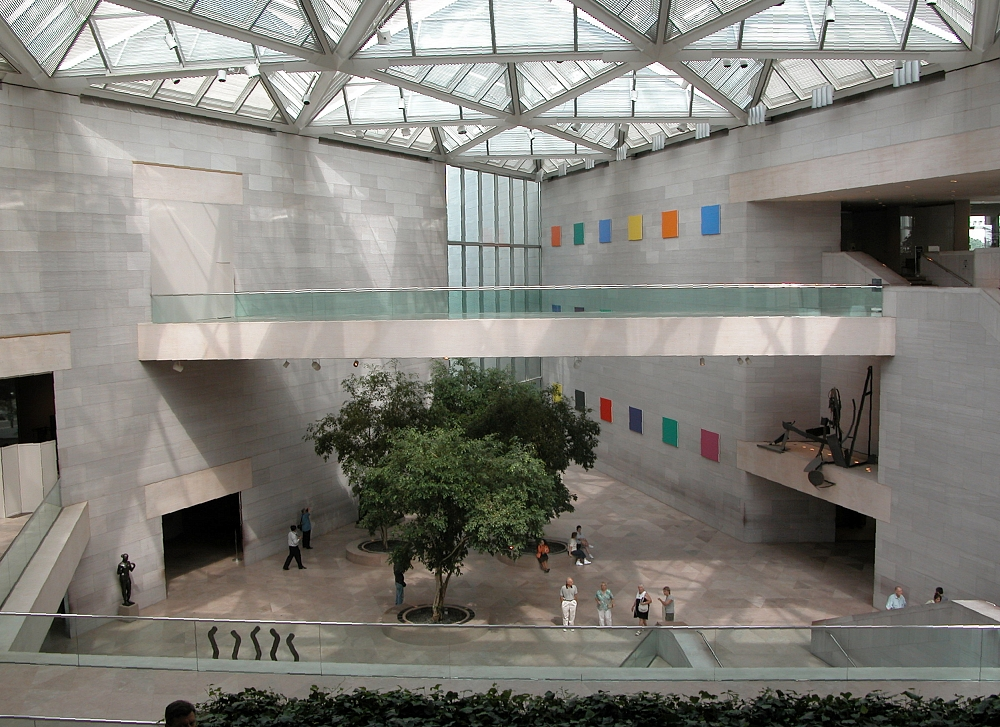
ナショナル・ギャラリー東館。現代美術を収蔵する。

ナショナル・ギャラリーは、ナショナル・モール内の連邦議会議事堂近くにあるが、スミソニアン協会のものではない。完全にアメリカ合衆国政府が所有しており、そのためこれも入場料が無料となっている。ギャラリーの西館では、19世紀のアメリカ、ヨーロッパ美術の収蔵品にスポットが当てられている。東館は、建築士のイオ・ミン・ペイによって設計されたもので、現代美術を取り扱っている。スミソニアン・アメリカ美術館と国立肖像画美術館はよくナショナル・ギャラリーと間違われるが、実際は完全に別の組織である。ジュディシャリー・スクエア近くのナショナル・ビルディング博物館（National Building Museum）は連邦議会が創設したもので、その時々の特別展を行っている。
ワシントンD.C.には私設の美術館も多く、重要な収蔵品・展示品を一般に公開している。国立女性美術館、コーコラン美術館、デュポン・サークルにあるフィリップス・コレクション（アメリカで最初の、現代美術を扱う美術館）などである。その他、ワシントンD.C.内の私設の博物館としては、ニュージアム、国際スパイ博物館、ナショナル ジオグラフィック協会博物館、科学博物館（Marian Koshland Science Museum）がある。ナショナル・モール近くのアメリカ合衆国ホロコースト記念博物館では、ホロコーストに関する展示品、文書、工作物が保管されている。

### 舞台芸術

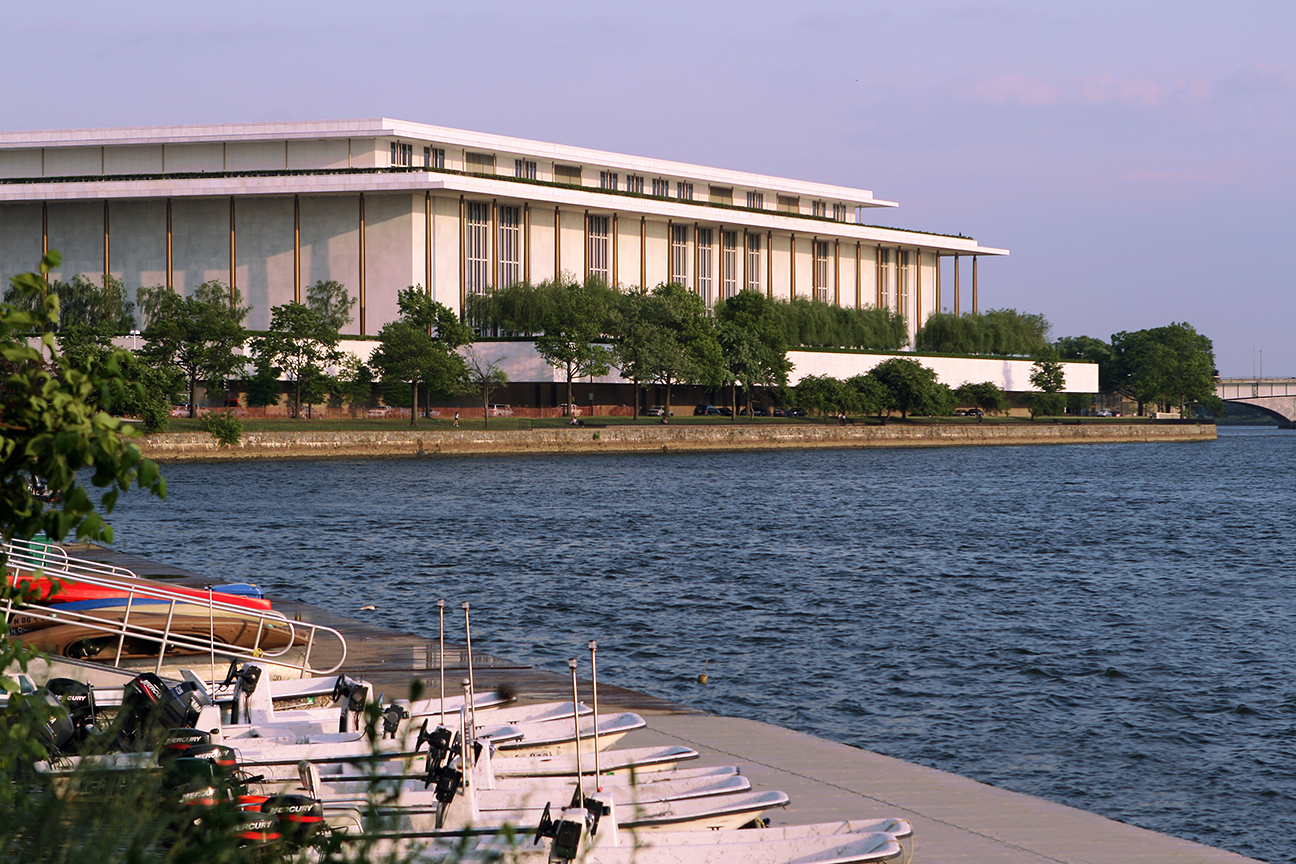
ケネディ・センターはポトマック川沿いにある。

ワシントンD.C.は、国内の芸術の中心地の一つである。ジョン・F・ケネディ・センターは、ワシントン・ナショナル交響楽団、ワシントン・ナショナル・オペラ（Washington National Opera）、ワシントン・バレエ（Washington Ballet）の本拠地である。毎年、舞台芸術の分野でアメリカの文化に大きく貢献した人に対し、ケネディ・センター名誉賞が与えられる。大統領とファーストレディが名誉賞の授賞式に出席するのが通例である。これは、ファーストレディがケネディ・センター理事会の名誉会長であるためである。
アリーナ・ステージ（Arena Stage）は、アメリカで最も早い時期にできた非営利の地方劇場の一つで、1シーズンに古典的作品や新しいアメリカ演劇などを取り上げた八つの舞台を上演する。シェークスピア劇場（Shakespeare Theatre）は、1985年に設立された非営利の劇場で、その古典的演劇に対する再解釈や演出手法に対しては、評論家から「世界で最も素晴らしい三つのシェークスピア劇場のうちの一つ」と評価されている。

### 音楽
ワシントン北西地区のUストリート地帯には、ボヘミアン・カバンズ（Bohemian Caverns、ナイトクラブ）やリンカーン・シアター（Lincoln Theatre）があり、そこではワシントン生まれのデューク・エリントン、ジョン・コルトレーン、マイルス・デイヴィスなど音楽史の伝説的人物が演奏していた。その他のジャズクラブとして、アダムズ・モーガンにあるマダムズ・オーガン（Madam's Organ）やジョージタウンにあるブルース・アリーなどがあり、モダン・ブルースが演奏されている。
ワシントンD.C.出身のソウル音楽家には、マーヴィン・ゲイ、ヴァン・マッコイ、ビリー・スチュアート、ザ・モーメンツらがいた。ワシントンD.C.には、ここで生まれたゴーゴー（Go-go）と呼ばれる固有の音楽ジャンルがある。ファンクを受け継ぎ、駆り立てるようなパーカッションとR&Bの味わいが、ライブのセッションと激しいダンスのリズムを一体化させている。最も成功したミュージシャンが、D.C.のバンドを率いたチャック・ブラウン（Chuck Brown）で、彼は1979年のレコード「Bustin' Loose」でゴーゴーを全国の注目の的とした。他にもトラブル・ファンク、EU、レア・エッセンス、ホット・コールド・スウェットらが活躍した。
ワシントンD.C.は、アメリカのインディーズ文化・音楽にとっても重要な中心地である。イアン・マッケイの作ったディスコード・レコードは、1980年代のパンク・ロックや、さらには1990年代のインディー・ロックが生まれる上で最も重要な役割を担ったインディーズ・レーベルの一つである。ワシントンのインディーズ・レーベルの歴史には、ティーンビート・レコード、ディスコード・レコード、シンプル・マシンズ、ESLミュージックなどが登場する。Uストリート近くのブラックキャット（The Black Cat）や9:30クラブ（9:30 Club）といった、現代のオルタナティブ・ミュージックやインディーズ音楽を演奏するナイトクラブの存在によって、大衆的な音楽は、より小規模でうち解けた雰囲気のクラブに持ち込まれている。1964年2月に渡米中のビートルズがコロシアムでコンサートを行った。その模様は撮影され、メンバーの帰国後に映画で上映され（関係者やビートルズがそれを知ったのはずいぶん経ってからだった）、後に『コンプリート・ビートルズ』や『ザ・ビートルズ・アンソロジー』やビートルズ関連の作品に使用されている。

## マスメディア

### 新聞

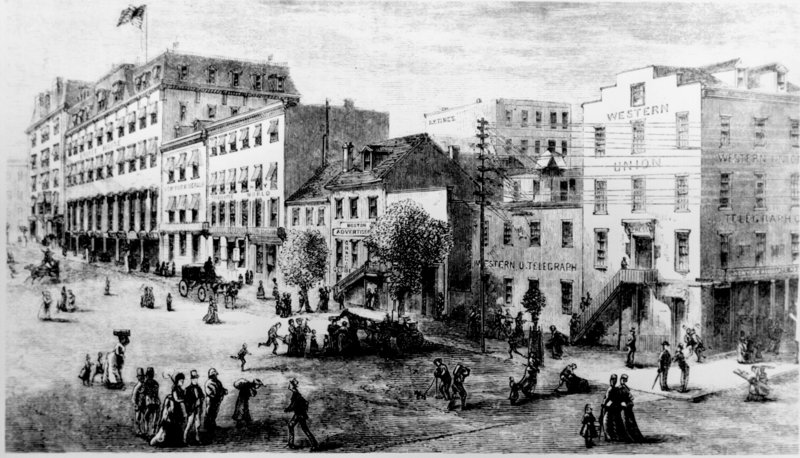
ペンシルベニア通りの新聞社の並び（1874年）

ワシントンD.C.は、国内そして国際メディアの一大中心地である。『ワシントン・ポスト』は1877年に創刊され、ワシントンD.C.で最も歴史があり、かつ最も購読者が多いる日刊地方紙である。同紙で最も注目されるのは、国内・国際政治についての取材範囲の広さ、そしてウォーターゲート事件の暴露である。同紙――「ザ・ポスト」と広く呼ばれている――は、ずっと3つの版しか印刷していない。それぞれワシントンD.C.、メリーランド州、バージニア州向けのものである。広域の全国版はないにもかかわらず、同紙は2008年3月現在において国内の全日刊紙の中で6番目に多い発行部数を誇っている。ワシントン・ポスト社は、「エクスプレス」というフリーの通勤客向け日刊紙を発行しており、時事、スポーツ、エンターテイメントを短くまとめている。また同社はスペイン語紙『El Tiempo latino』も発行している。国内で最大の発行部数を有する日刊紙である『USAトゥデイ』は、本部をバージニア州マクリーン近郊に置いている。
そのほかの日刊地方紙として『ワシントン・タイムズ』、週刊のオルタナティブ紙として『ワシントン・シティ・ペーパー』の両紙も、ワシントン地域で相当数の読者を得ている。
また、地域や文化的なテーマに焦点を当てたコミュニティ紙、専門紙も多い。週刊の『ワシントン・ブレード』紙と『メトロ・ウィークリー』紙は、LGBT に関する話題を取り上げたものである。『ワシントン・インフォーマー』紙と『ワシントン・アフロ・アメリカン』紙は、黒人コミュニティにとっての関心事項にスポットを当てたものである。そのほか、カレント・ニューズペーパーが発行するいくつかの地区新聞がある。『ヒル』紙と『ロール・コール』紙は、連邦議会と連邦政府に関する話題のみに的を絞ったものである。

### 放送
ワシントン首都圏は、230万8290世帯（アメリカ人口の2.05%）を擁する、アメリカで9番目に大きなテレビのマーケットである。いくつかのメディア会社とケーブルテレビのチャンネルがワシントンD.C.に本社を置いている。C-SPAN、ブラック・エンターテインメント・テレビジョン（BET）、ナショナルジオグラフィックチャンネル、スミソニアン・ネットワークス、XMサテライト・ラジオ、ナショナル・パブリック・ラジオ（NPR）、ディスカバリー・コミュニケーションズ社（メリーランド州シルバー・スプリングに所在）、公共放送サービス（PBS。バージニア州アーリントンに所在）などがある。アメリカ政府の国際ニュースサービス「ボイス・オブ・アメリカ」（VOA）は、本部を連邦議会議事堂近くの南西地区に置いている。同じくD.C.に本拠地を置くラジオ・ワンは、アメリカで最大のアフリカ系アメリカ人向けテレビ・ラジオの複合企業で、メディア界の大物キャシー・ヒューズによって設立された。

## スポーツ

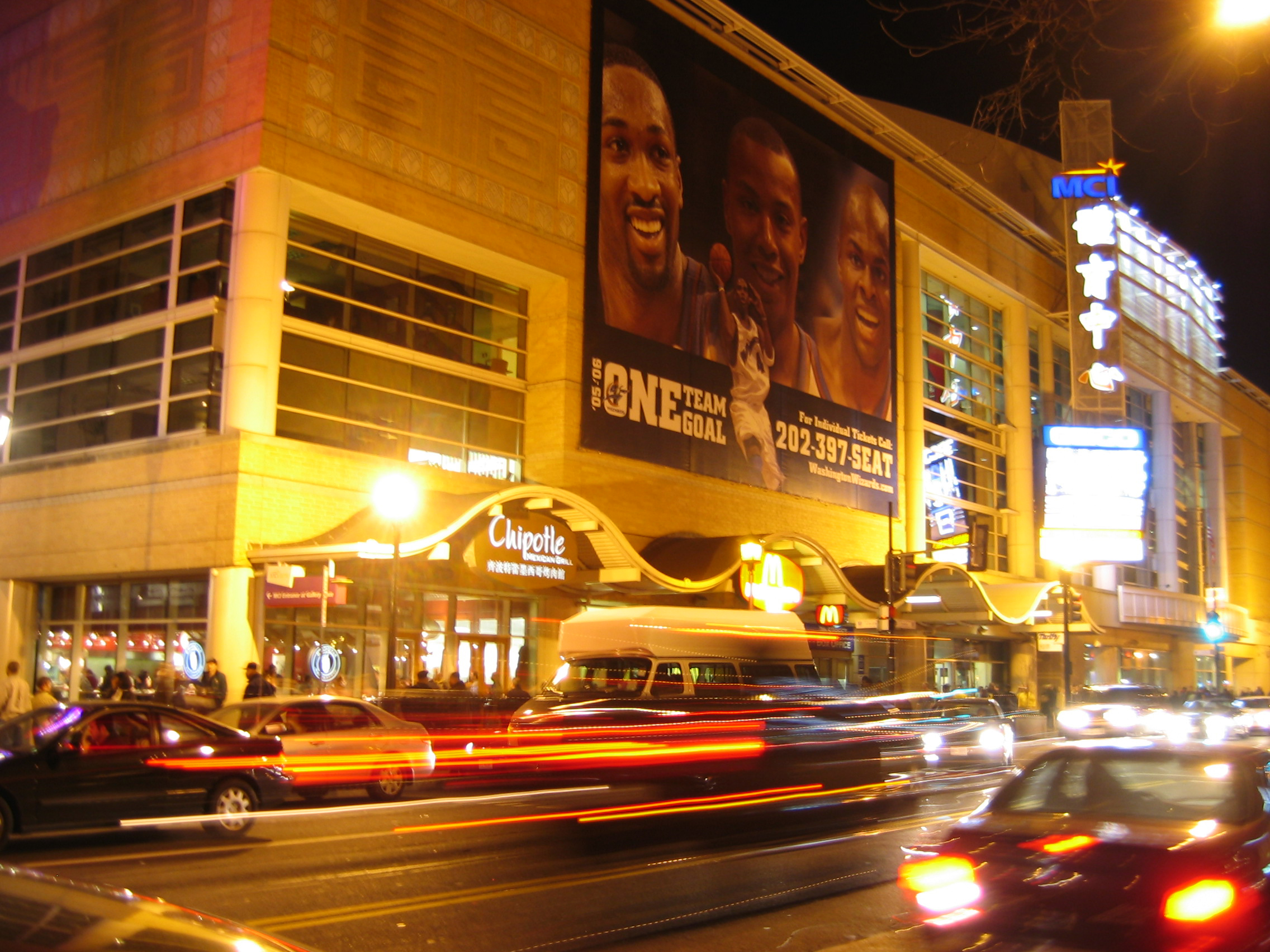
キャピタル・ワン・アリーナは、ワシントン・キャピタルズ、ワシントン・ミスティクス、ワシントン・ウィザーズの本拠地である

ワシントンD.C.は、5つの大きなプロスポーツチームの本拠地となっている。バスケットボールのワシントン・ウィザーズ（NBA）とアイスホッケーのワシントン・キャピタルズ（NHL）は、いずれもチャイナタウンにあるキャピタル・ワン・アリーナでプレーしている。2008年にD.C.南東地区にオープンしたナショナルズ・パークは、ワシントン・ナショナルズ（メジャーリーグベースボール）の本拠地である。D.C. ユナイテッド（メジャーリーグサッカー）は、アウディ・フィールドでプレーしている。フットボールのワシントン・コマンダース（NFL）は、メリーランド州ランドーバーにあるフェデックスフィールドである。
ワシントン地域には、女子プロスポーツチームもある。バスケットボールのワシントン・ミスティクス（WNBA）はキャピタル・ワン・アリーナで、ソフトボールのワシントン・グローリー（ナショナル・プロ・ファストピッチ）はウェストフィールド・ハイスクール・スポーツ・コンプレックス（バージニア州フェアファクス郡）でそれぞれプレーしている。サッカーのワシントン・フリーダムは、2009年から始まった女子プロサッカーリーグ（アメリカ女子プロサッカー、アメリカ女子サッカーリーグ（WUSA）の後を継ぐ団体）で復活、2011年よりマジックジャックに改名し、フロリダ州に移転した。
そのほかにワシントンに本拠を置くプロ又はセミプロのチームとしては、次のものがある。
- ワシントン・フリーダム（メジャーリーグクリケット）
- ワシントン・ベイホークス（メジャーリーグ・ラクロス）：実際には本拠スタジアムはメリーランド州アナポリスの海軍海兵隊記念スタジアムだが、名前はワシントンを冠している。
- ワシントンD.C.スレイヤーズ（アメリカン・ナショナル・ラグビー・リーグ）
- ポトマック・マーベリックス（プロフェッショナル・インライン・ホッケー協会）
- ボルチモア・ワシントン・イーグルス（オージーフットボール）
- D.C.ディーバズ（女子ナショナル・フットボール協会）
- D.C.エクスプロージョン（マイナーリーグ・フットボール）
- ワシントン・ラグビー・フットボール・クラブ（ラグビー・スーパーリーグ）
- オールドグローリーDC（メジャーリーグラグビー）
- D.C. ディフェンダーズ (XFLのちにUFL)

アメリカンフットボール、バスケットボール、野球、アイスホッケーという4大メジャースポーツリーグのチームがすべて揃っている都市はアメリカには13しかなく、ワシントンD.C.はそのうちの一つである。これにサッカーを加えると、すべて揃っているのはワシントンD.C.を含む8都市となる。ワシントンD.C.のスポーツチームは、総計すると12回のリーグでの優勝を手にしている。そのうち4回がD.C.ユナイテッドが勝ち取ったものである（メジャーリーグサッカー史上最多である）。またワシントン・コマンダースが3回、ワシントン・ベイホークスが2回、ワシントン・ウィザーズ、ワシントン・グローリー、ワシントン・ナショナルズがそれぞれ1回である。
そのほか、ロック・クリーク公園にあるフィッツジェラルド・テニス・センターでは、レッグ・メイソン・テニス・クラシック（Legg Mason Tennis Classic）の大会が開催される。マリン・コープス・マラソン（Marine Corps Marathon）とナショナル・マラソン（National Marathon）の2つもワシントンで毎年開催される。また、ワシントン地域には、コムキャスト・スポーツネット（CSN）というスポーツ専門の地方テレビ局があり、メリーランド州ベセスダに本拠がある。プロテニスシティ・オープンも開催される。

## 観光
ナショナル・モールとその周辺には、多くの観光スポットが集中している。モール内にはワシントン記念塔、リンカーン記念館などのモニュメントがあり、その周辺にはスミソニアン博物館、ナショナル・ギャラリーを代表として、多数の博物館・美術館がある。また、モールの北側や、アメリカ合衆国議会議事堂、アメリカ合衆国最高裁判所などの政府機関も一般に公開されており、観光名所として人気がある。
モールを離れて北側のナショナル・ジオグラフィック協会などや、北西側のワシントン大聖堂なども、観光名所は集中していないものの、それぞれ独自の町並みを見せており、これらの地域を訪れる人も多い。さらにワシントンメトロで結ばれている近郊の街には、アーリントン国立墓地があるアーリントンや、オールド・タウンと呼ばれる古い町並みが残るアレクサンドリアなどがある。
モールを中心に、解説を交えながらこれらの観光名所を巡回する観光用バスが多数走っており、ツアーモービル、オールド・タウン・トロリー、グレイライン・レッド・トロリー、ダックツアーなどがある。また、ユニオン駅からはナショナル・モール、タイダルベイスン湖岸を巡回する路線バス特別区循環も運行されている。

## 政治
一つの地方としてのワシントンD.C.ローカルの政治傾向はリベラルであり、民主党が強く、支持者も圧倒的に多い。

### 地方政府と地方政治

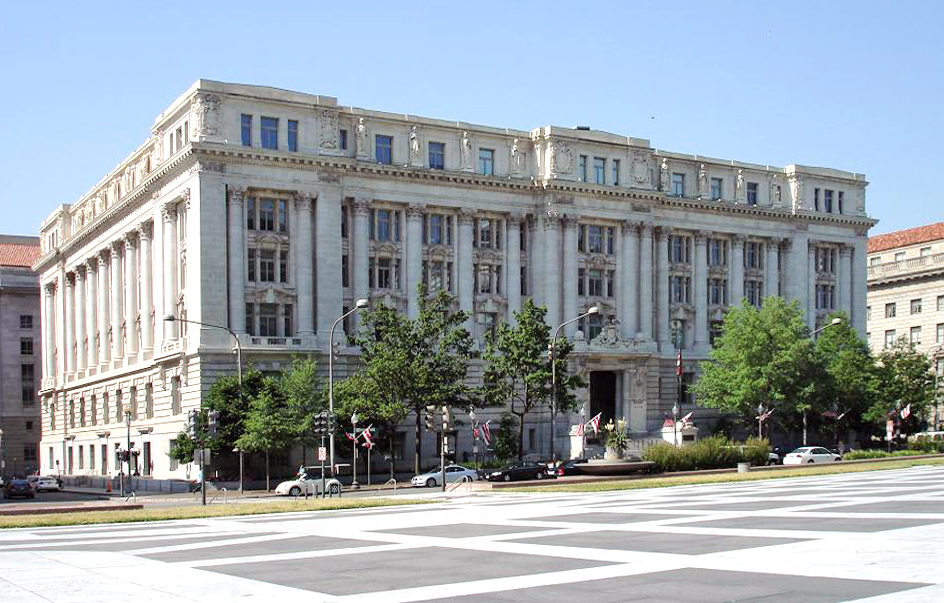
ウィルソン・ビルにはワシントンD.C.地方政府(コロンビア特別区長とコロンビア特別区議会)のオフィスがある。

アメリカ合衆国憲法1条8節17項は、合衆国の連邦議会に、ワシントンD.C.に対する最高の権限を与えている。1973年のコロンビア特別区地方自治法により、連邦議会の一定の権限が特別区のワシントンD.C.地方政府に委譲され、同政府は、ワシントンD.C.の首長であるコロンビア特別区長（現在は民主党のミューリエル・バウザー）と、条例制定権を有する地方議会のコロンビア特別区議会（定数13議席）によって運営されることとなった。もっとも、連邦議会は、コロンビア特別区議会の作った法律を審査・破棄し、またワシントンD.C.地方自治の問題について介入する権限を有している。8つの選挙区ごとに1人の市議会議員が選ばれ、これとは別に全域から議長を含む5人の議員が選ばれる。また、小地区ごとに、地区諮問委員会（ANC）の37人の委員が選挙される。ANC は伝統的に多大な影響力を行使しており、市政府はANCの助言に十分に配慮するのが通例である。

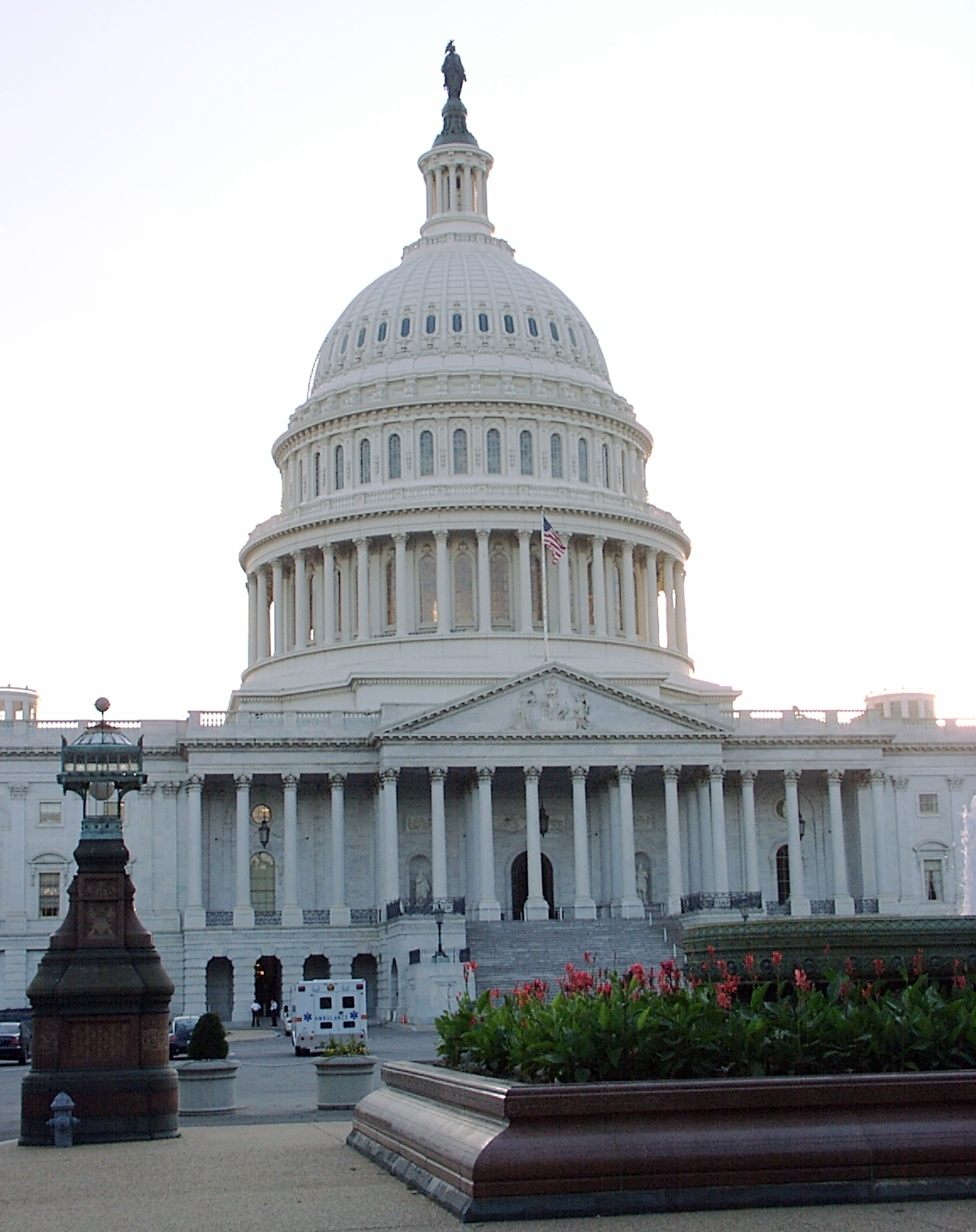
連邦議会はD.C.に対する最高の権限を有する。

ワシントンD.C.市長とコロンビア特別区議会が予算を採択したとき、連邦議会はそれを変更する権限を有している。地方の所得税、売上税及び資産税が、市政府の部局や行政サービスに当てるための収入の大部分を占める。50州と同様、ワシントンD.C.は老齢者医療保険制度（Medicare）のような連邦政府補助金プログラムからの資金を受けている。連邦議会は、このほかに市の経費の一部を補助するため、資金を直接交付しており、これは2007年度では3800万ドル（D.C.の予算の約0.5%）となっている。しかし、これらの資金提供とは別に、連邦政府が特別区裁判所（2008年で2億7200万ドルの予算）や、連邦公園警察のような連邦警察機構を運営しており、これらが市の治安の維持に貢献している。
歴史的には、市の地方政府は失策や浪費で悪名を得てきており、特にマリオン・バリー市長の時代はこれが顕著だった。1997年7月20日のワシントン・ポスト紙は、1面記事で、ワシントンD.C.の行政サービスは全国でもコストが最高で質は最低だと報じた。アンソニー・ウィリアムス市長の時代になって成功を見るようになり、都市の再生も進み、1990年代に財政の黒字化も実現し、それが今日まで続いている。2007年末に、捜査当局の調べで、租税・歳入事務所の複数の職員が、虚偽の税金還付の小切手を作出することにより、4400万ドル以上を詐取していたことが発覚した。このスキャンダルはフェンティ市政にとっての汚点となり、市民の信頼回復が最重要課題となっている。
ワシントンD.C.は、すべての連邦の休日（Federal holiday）に従っている。そのほかに、1862年（奴隷解放宣言の9か月前）に奴隷解放補償法がエイブラハム・リンカーン大統領によって署名されたのを記念して、4月16日の奴隷解放記念日を祝日としている。この法律により、D.C.での奴隷制は終わりを迎え、およそ3100人の奴隷が解放された。

### 連邦政府と国政
| 年   | 民主党        | 共和党       |
| ---- | ------------- | ------------ |
| 1964 | 85.5% 169,796 | 14.5% 28,801 |
| 1968 | 81.8% 139,566 | 18.2% 31,012 |
| 1972 | 78.1% 127,627 | 21.6% 35,226 |
| 1976 | 81.6% 137,818 | 16.5% 27,873 |
| 1980 | 74.2% 130,231 | 13.4% 26,218 |
| 1984 | 85.4% 180,408 | 13.7% 29,009 |
| 1988 | 82.6% 159,407 | 14.3% 27,590 |
| 1992 | 84.6% 192,619 | 18.4% 20,698 |
| 1996 | 85.2% 158,220 | 9.3% 17,339  |
| 2000 | 85.2% 171,923 | 9.0% 18,073  |
| 2004 | 89.0% 202,970 | 9.0% 21,256  |
| 2008 | 92.5% 245,800 | 6.5% 17,367  |
| 2012 | 90.9% 267,070 | 7.3% 21,381  |
| 2016 | 90.5% 282,830 | 4.1% 12,723  |
| 2020 | 92.6% 317,323 | 5.4% 18,586  |
| 2024 |               |              |

アメリカ合衆国大統領選挙の選挙人数は3人、議会の選挙区は定数1議席のコロンビア特別区全区選挙区である。
コロンビア特別区から投票が可能になった1964年以降、常に民主党が圧勝し続けており、最も接戦になった1980年でも民主党が共和党の5倍以上の得票を得ている。

### 州への昇格運動

#### 代表・課税問題
ワシントンD.C.の市民は、連邦議会に投票権のある議員を送っていない。下院では、投票権のない代議員（準議員）1名がワシントンD.C.を代表しており、現在はエレナー・ホームズ・ノートン（民主党、コロンビア特別区全区選挙区選出）がこれを務めている。代議員は、下院で委員会に出席し、議論に参加し、法案を提出する権限はあるが、議場で投票に加わることはできない。また上院には全く代表を送っていない。1961年までは大統領選挙への投票からも除外されていたが、アメリカ合衆国憲法修正第23条によって、D.C.にも選挙人団の中に3人の投票権が与えられた。プエルトリコやグアムのようなアメリカ合衆国の領域（準州）も下院に投票権のない代議員を送っている（ただし大統領選挙に参加はできない）が、両地域と異なり、ワシントンD.C.の市民はすべての連邦法と課税に服している。2007年度において、D.C.の住民と企業は204億ドルの連邦税を支払っており、これより少ない州は19州ある上、1人当たりの納税額では最大である。これに加え、公民権運動以前には南部で名ばかりの平等の下で選挙権を奪われていた黒人がD.C.の多数派であるため、当時のように間接的に黒人を投票から締め出す形になっている。

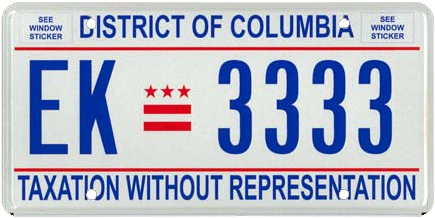
「代表なき課税」と下部に書かれた DC のナンバープレート

2005年の世論調査で、アメリカ人の78%が、コロンビア特別区の住民が連邦議会での代表について50州よりも低い地位しか与えられていないことを知らなかったと答えた。この問題についての認識を高めてもらおうとする運動がD.C.の官民挙げて行われている。1990年からはD.C.当局が2年ごとの連邦選挙に合わせて「影の議員」の選挙を行っており、D.C.公認の「影の上院議員」2名と「影の下院議員」1名（連邦に認められた、投票権なき代表とは別）が存在する。また2000年11月からは市の「代表なき課税（代表なくして課税なし）」という非公式のモットーを、ワシントンの車のナンバープレートに入れてアピールしている。このナンバープレートの登場時に退任直前であったビル・クリントン大統領（民主党）は、趣旨に賛同するとしてこれを大統領専用リムジンに装着した。しかし、ジョージ・W・ブッシュ新大統領（共和党）は、政治スローガンをナンバープレートに載せるべきではないとして、就任後すぐに大統領就任式記念のナンバープレートに取り替えてしまった。なおD.C.は民主党への支持が圧倒的に強固な土地柄である。
様々な世論調査によれば、アメリカ人の61%ないし82%が、D.C.は連邦議会での投票権付き代表を認められるべきだと考えている。にもかかわらず、D.C.に投票権付き代表を与えようとする試みは成功していない。その中には、D.C.州昇格運動もあり、またD.C.に上下両院選挙の投票権を付与する憲法修正案も提出されたが、いずれも成功を見ていない。1978年には州なみの上下両院議員の選出権を付与する改憲案が7年以内の批准を条件として連邦議会を通過したが、1985年までに批准した州は16州にとどまり、改憲に必要な3/4の州（38州）に遠く及ばず成立しなかった。
D.C.に投票権を与えることに対する反対論者は、アメリカ合衆国建国の父たちはD.C.の住民が連邦議会での投票権を持つことを全く意図していなかった、なぜなら憲法は代表は各州の出身でなければならないと明確に規定しているからだと主張している。また、D.C.を州に昇格させることに対する反対論者は、そのような運動は、州から切り離された国の首都という概念を破壊することになる、州とすることは一つの市に上院の代表権を与えることになり不公平であると主張している。

#### 住民投票と合衆国加入法案（HR 51）
2016年4月15日、ミュリエル・バウザー市長は州への昇格を問う住民投票の実施を提案し、29日に州憲法草案を発表した。特別区議会は7月10日に満場一致で住民投票の実施を決定した。新州名は最初「ニューコロンビア州（State of New Columbia）」となっていたが、投票直前となって「ワシントンD.C.州（State of Washington, D.C.）」に変更された。新州名のD.C.は従来の「コロンビア特別区（District of Columbia）」ではなく、「ダグラス・コモンウェルス（Douglass Commonwealth）」の略称である。D.C.を略さず「ワシントン・ダグラス・コモンウェルス州（Washington Douglass Commonwealth）」とも表記される。ダグラスは奴隷制度廃止運動家のフレデリック・ダグラスに由来する。コモンウェルスは合衆国において4つの州が州名に使用している表現である（コモンウェルス (米国州)を参照）。州域はナショナル・モールやホワイトハウスといった連邦政府機関を除いた特別区全域とされ、新州に含まれない地域は連邦直轄領に残留する。これは合衆国憲法第1章第8条で「連邦政府の所在地は連邦政府の直轄地であること」と定めているための措置である。住民投票は11月8日の大統領選挙と同時に実施され、結果は賛成票が約8割を占めた。
2017年に特別区の投票権のない代議員であるエレノア・ホルムズ・ノートンとデラウェア州選出のトム・カーパーがそれぞれ下院に法案を提出するも、当時は昇格に反対的な共和党が多数派であったこともあり失敗に終わった。2018年の下院選挙で昇格に同調的な民主党が過半数を獲得すると、2019年1月に可決した「2019年人民法（HR 1）」において特別区の州昇格を支持する文言を取り入れた。同法案には拘束力はなく、また大統領および上院の過半数は共和党員であるため成立する可能性は低いものの、合衆国議院が初めて州昇格を承認した歴史的瞬間となった。また同時期に、特別区の合衆国加入を規定した「ワシントンD.C.合衆国加入法（HR 51）」が提出された。
2020年5月に始まったジョージ・フロイド抗議運動では、特別区で起きた抗議運動に対してときの大統領ドナルド・トランプは特別区州兵に鎮圧を要請。更に合衆国軍や連邦警察といった連邦機関も投入し、睡眠ガスやゴム弾を用いて議者を徹底的に排除した。過剰な対応に住民や市長は反発し、州昇格への機運が高まった。特別区州兵は連邦政府の指揮下にあり、市長には一切の指揮権がない。州であれば州兵の指揮権は州知事にあるため、大統領の一存で抗議者を強制排除するようなことが起こらないと考えられた。HR 51は6月26日に下院を通過するも、共和党党員で上院多数党院内総務を務めるミッチ・マコーネルは上院の投票の放棄を示唆。またトランプは同法案を「非常に、非常に愚か（very, very stupid）」と評した。結局HR 51は会期中に成立せず、次期に再び下院からやり直すこととなった。同年11月の大統領選挙では、HR 51を推進しているジョー・バイデン民主党候補が勝利した。また同時に実施された連邦議会選挙では、下院は民主党が過半数を維持した一方、上院はジョージア州の通常選挙と特別選挙がともに決選投票となり、民主党と共和党のどちらが主導権を握るかは年明けに持ち越された。
2021年1月3日、新会期が始まりHR 51は下院に再び提出された。6日、ジョージア州上院選挙の決選投票が実施され、両選挙とも民主党候補が勝利したことで民主党が上院の主導権を握り、法案可決が現実味を帯びるようになった。7日、トランプ支持者による議会襲撃事件が発生した。事件当日の13時ごろ、支持者は議事堂の敷地内へ入り建物を取り囲んだ。一部は暴徒化しており、危機感を感じた市長は国防総省へ州軍の派遣要請を行った。しかし派遣が決定したのは15時で、暴徒らは既に議事堂内に侵入していた。トランプは州兵投入について自らが直ちに行ったと主張しているがその痕跡は確認されておらず、逆に襲撃を扇動したとして批判された。前年とは正反対となる今回の対応によって、特別区州軍が大統領個人の制御下にあると広く考えられるようになり、特別区の地位の見直す動きは国内に広がった。27日、HR 51は上院に提出された。4月20日、下院の投票を前にバイデンはHR 51の支持を表明した。23日、HR 51は下院を通過した。

## 教育

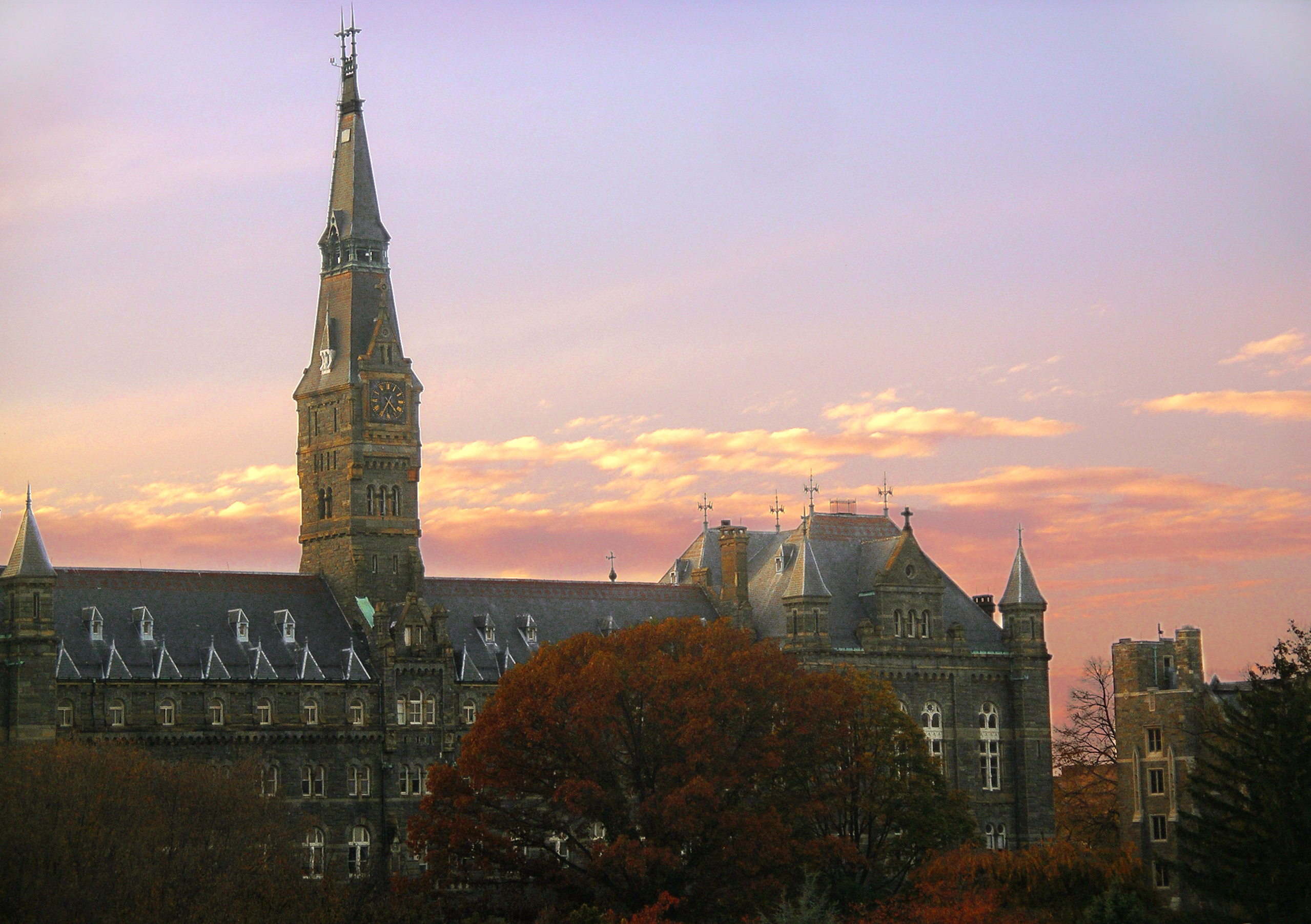
ジョージタウン大学

コロンビア特別区パブリックスクールズ（DCPS）が、市の公立学校システムを運営しており、これは167の学校と学習センターから成る。2007年度では、4万9076人の生徒が公立学校システムに登録されている。DCPS への登録は一貫して減少しており、次の年までに全登録生徒数が4万7700人にまで減少するだろうと市では予測している。DCPS は、インフラの面でも、生徒の成績の面でも、国内でコストが最も高い割に成果が最も乏しい学校システムの一つであることは否めない。市議会は、2007年に市の学校システムの大改革を行うに当たり、市長に対し公立学校についてのほぼ完全な権限を与えた。フェンティ市長が指名した DCPS の新しい最高責任者であるミシェル・リー長官（Michelle Rhee）は、一部の学校を民間経営会社に委ねたり、校長を解任したり、教師を入れ替えたりするなど、徹底的な改革を行った。

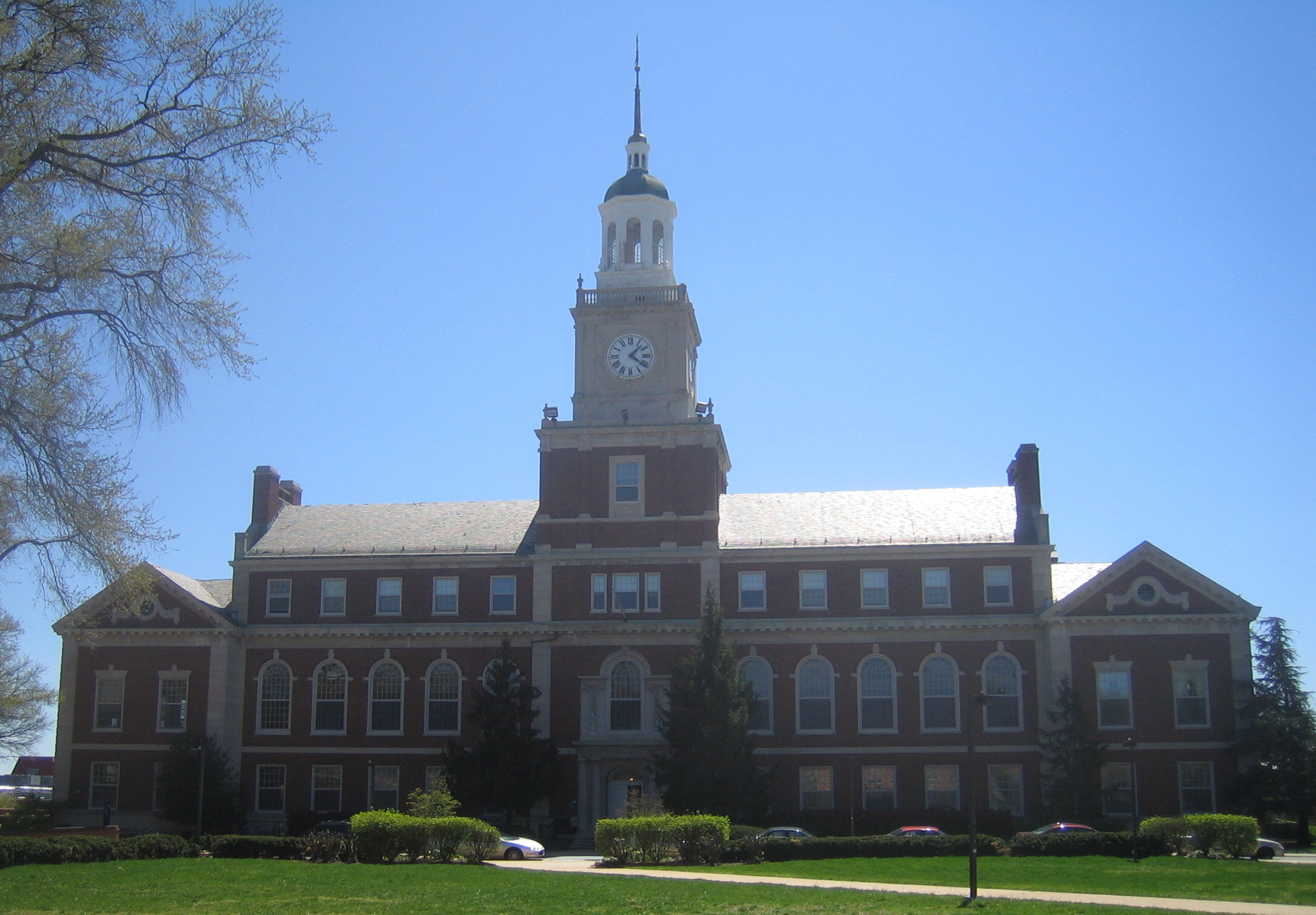
ハワード大学図書館

公立学校システムの問題点から、公立のチャーター・スクールの登録数が、2001年以来、年々13%の割合で増加している。コロンビア特別区公立チャーター・スクール委員会は、市内の56校の公立チャーター・スクールを監督している。2007年秋の時点で、D.C.のチャーター・スクールには全部で2万1859人が登録している。ワシントンD.C.には、有名な私立高校もいくつかある。多くの著名人やその子弟が、シドウェル・フレンズ校のような私立高校に通ってきた。チェルシー・クリントンもその一人で、父ビル・クリントンの大統領在職期間中、シドウェル校に通っていた。
ワシントンD.C.には、多くの著名大学がある。ジョージタウン大学、ジョージ・ワシントン大学、アメリカン大学、ハワード大学、ギャローデット大学、アメリカカトリック大学（CUA）、ジョンズ・ホプキンス大学の高等国際関係大学院（SAIS）などがある。コーコラン美術デザイン大学（Corcoran College of Art and Design）では専門的な美術の授業を行っているほか、他の高等教育機関でも、継続教育}、遠隔教育、社会人向け教育を提供している。コロンビア特別区大学（UDC）は国によるランドグラント大学で、どこの州にも属さないために州立大学というものを持たないこのワシントンD.C.において、公的な高等教育の機会を与えている。

## 医療
ワシントンD.C.には、16の医療センターと病院があり、患者のケアと医学研究の全国的な中心地となっている。アメリカ国立衛生研究所はメリーランド州ベセスダの近くにある。ワシントン・ホスピタル・センター（WHC）は、D.C.で最大の敷地を持つ病院であ、私立病院としても、非営利病院としても最大である。WHC のすぐ隣には、国立子ども医療センター（Children's National Medical Center）がある。同センターは、USニューズ&ワールド・レポート誌によれば、アメリカ国内で最も高いランクを与えられている小児科病院の一つである。ジョージタウン大学、ジョージ・ワシントン大学、ハワード大学など、多くの有名大学も、メディカル・スクールとその附属病院を設けている。ウォルター・リード軍医療センター（Walter Reed Army Medical Center）は、ワシントンD.C.北西地区にあり、現役・退役の軍人とその家族に対し医療サービスを提供している。
救急医療サービスはコロンビア特別区消防局によって提供されている。

## 軍事
連邦軍組織として、D.C.内に大規模な駐屯地などはないが、統合部隊である首都地域統合部隊司令部（Joint Force Headquarters National Capital Region,JFHQ-NCR）がワシントンD.C.およびその周辺の防衛を担っている。また、州兵としてコロンビア特別区陸軍州兵およびコロンビア特別区空軍州兵が編成されている。これら州兵は常に連邦政府の指揮下にある。

## 交通

### 鉄道・バス

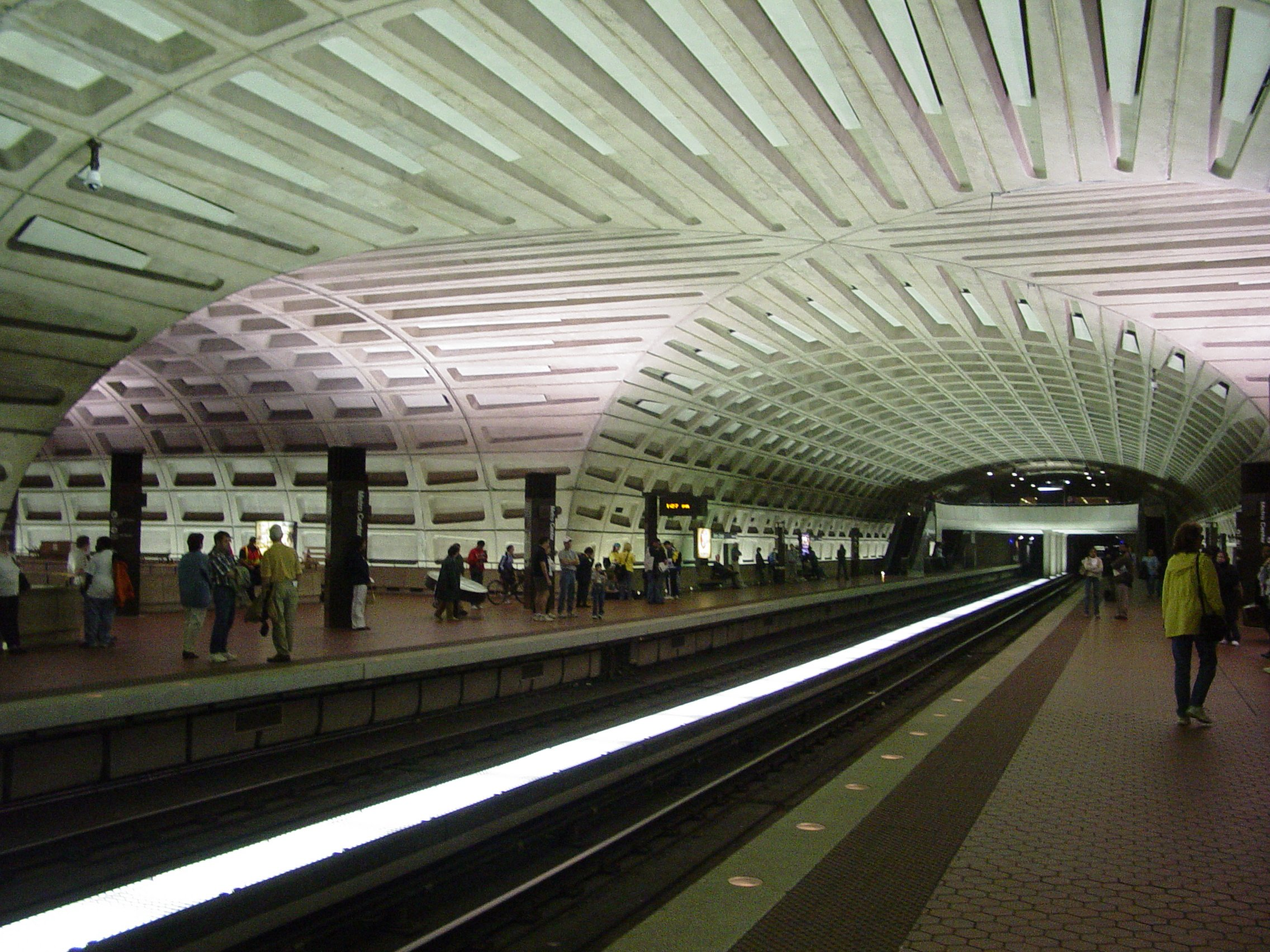
メトロセンター駅は、地下鉄レッドライン、オレンジライン、ブルーラインの乗換駅である。

ワシントンD.C.は、国内でも最悪クラスの交通事情と混雑でよく引き合いに出される。2007年、ワシントンの自動車は年あたり60時間の間渋滞に巻き込まれており、これはロサンゼルスに次いで国内で最悪の交通事情と結び付いている。一方で、ワシントンの通勤者の37.7%が通勤に公共交通機関を利用しており、これも国内で2番目に高い割合である。
ワシントン首都圏交通局（WMATA）は、市の地下鉄網であるメトロレール（「メトロ」と呼ばれることが多い）と、メトロバスを運営している。地下鉄とバス網は、ワシントンD.C.のほか、メリーランド州とバージニア州の近郊地域にもサービスを提供している。メトロレールが開業したのは1976年3月27日で、路線の延伸が断続的に行われた。現在、駅の数は98、線路の全長は208キロメートルである。1日平均95万人（2008年）が利用しており、ニューヨーク市地下鉄に次いで全米で2番目に利用者の多い地下鉄となっている。
WMATA では、2030年までに地下鉄の利用客は1日平均100万人になると見ている。輸送能力を拡張する必要があることから、220の車両を追加するとともに、繁忙駅の混雑を緩和するために迂回ルートを作るよう計画が更新された。この地域の人口増加を受け、メトロの路線を2つ新たに建設するという取り組みがよみがえった。2016年、小規模ながらDCストリートカーが開業した。
メリーランド州交通局はワシントン北部郊外のモンゴメリー郡とプリンスジョージズ郡内で新規のライトレール路線を建設中である。完成後は「パープルライン」と命名され、ワシントンメトロの路線網の一部となる計画である。2026年頃に運行を開始する予定。
ワシントンの周辺地域にも、ローカルなバス網がある。メリーランド州モンゴメリー郡にはライド・オンというバスが走っており、WMATA のサービスを補完している。メトロレール、メトロバスおよびその他のローカルな公共バスでは、「スマートリップ（SmarTrip）」という、繰り返しチャージ可能な乗車券（ICカード）が利用できる。
ユニオン駅は、北東回廊の南端に位置している。ニューヨークのペンシルベニア駅（ペン・ステーション）に次いで2番目に賑わった鉄道駅であり、アムトラックのアセラ・エクスプレスのターミナル駅となっている。メリーランド州のメリーランド通勤鉄道とバージニア州のバージニア急行鉄道の通勤列車、並びにメトロのレッドラインもユニオン駅に乗り入れている。都市間バスは、グレイハウンド、ピーターパン、ボルトバス、メガバス、その他多数のチャイナタウン・バスラインによって運行されている。

### 空港

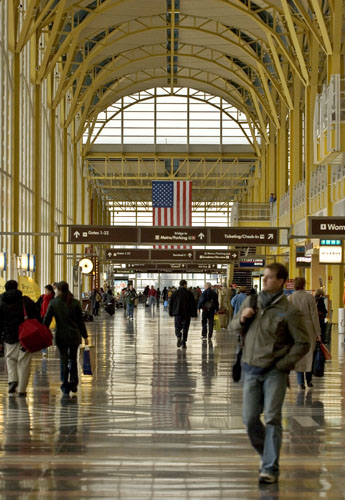
ロナルド・レーガン・ワシントン・ナショナル空港ターミナル内。市街に最も近い商業空港である。

ワシントンD.C.周辺には3つの大きな空港があり、1つがメリーランド州、他の2つがバージニア州にある。
ロナルド・レーガン・ワシントン・ナショナル空港は、D.C.の中心地からポトマック川を渡ってすぐの、バージニア州アーリントン郡にある。レーガン空港は、ワシントンエリアの中でメトロレールの駅がある唯一の空港である。D.C.に近接していることから、レーガン空港は、防空識別圏のために特別なセキュリティ警戒が要求されている上、追加的な騒音規制も課せられている。レーガン空港にはアメリカ合衆国税関・国境警備局がないので、カナダ線、カリブ海域諸島線など、プリクリアランス（搭乗前の入国審査、通関手続等）が許可されている航空機に限って国際線サービスを提供している。
主な国際線は、ワシントン・ダレス国際空港に発着する。ダレス空港はD.C.から42km西の、バージニア州ラウドン郡にある。同空港はアメリカ合衆国東海岸におけるユナイテッド航空の主要なハブ空港として機能しており、日本からは全日本空輸、ユナイテッド航空が直行便を運航している。
ボルチモア・ワシントン国際空港はD.C.から48km北東、メリーランド州アナランデル郡にあり、サウスウエスト航空のハブ空港となっている。

### 高速道路
ワシントンD.C.付近を通る主要な州間高速道路としては、次のものがある。
- 95号線
  - カナダ国境のメイン州ハウルトンからメリーランド州ボルチモア市を経てワシントンD.C.都市圏東部 - 南部を通過し、バージニア州都のリッチモンド市を経てフロリダ州マイアミ市に至る（ワシントンD.C.付近には支線として下記の二級州間高速道路がある）。
  - 495号線：半径約16kmの、都市圏を通過する環状道路（都市圏東部 - 南部は95号線と重複）。
- 66号線
  - 市街中心部から西方に延びバージニア州フロント・ロイヤルに至る（国道66号線（ルート66）とは異なる）。
- 295号線：市街中心部から南方に向かい495号線に合流する。
- 395号線：市街中心部から南西に向かい95号線に合流する。
- 270号線
  - 市街北部の495号線から分岐して北北西に伸び、メリーランド州フレデリックに至る。

## 姉妹都市
ワシントンD.C.には15の姉妹都市がある。パリは、その町（コミューン）の方針のために「パートナー都市」となっている。
- アクラ（ガーナ共和国）
- アテネ（ギリシャ共和国）
- バンコク（タイ王国）
- 北京（中華人民共和国）
- ブリュッセル（ベルギー王国）
- ダカール（セネガル共和国）
- パリ（フランス共和国）
- プレトリア（南アフリカ共和国）
- ソウル特別市（大韓民国）
- サンダーランド（グレートブリテン及び北アイルランド連合王国 イングランド）
- ブラザビル（コンゴ共和国 特別市）
- ローマ（イタリア共和国 ラツィオ州）
- アンカラ（トルコ共和国 アンカラ県）
- ブラジリア（ブラジル連邦共和国 ブラジリア連邦直轄区）
- アディスアベバ（エチオピア連邦民主共和国 アディスアベバ自治区）